# الطواف النسائي للاتحاد الدولي لكرة المضرب – 2014 (يوليو–سبتمبر)
الطواف النسائي للاتحاد الدولي لكرة المضرب هي نسخة عام 2014 من الجولة الثانية في لعبة كرة المضرب للمحترفات. تنظمها الاتحاد الدولي لكرة المضرب وهي درجة أقل من جولة رابطة محترفات التنس. يتضمن الطواف العالمي لكرة المضرب النسائية برعاية الاتحاد الدولي لكرة المضرب بطولات بجوائز مالية تتراوح من $15،000 إلى $100،000.

## المواسم
| مواسم الطواف العالمي لكرة المضرب النسائية برعاية الاتحاد الدولي لكرة المضرب | مواسم الطواف العالمي لكرة المضرب النسائية برعاية الاتحاد الدولي لكرة المضرب | مواسم الطواف العالمي لكرة المضرب النسائية برعاية الاتحاد الدولي لكرة المضرب | مواسم الطواف العالمي لكرة المضرب النسائية برعاية الاتحاد الدولي لكرة المضرب | مواسم الطواف العالمي لكرة المضرب النسائية برعاية الاتحاد الدولي لكرة المضرب | مواسم الطواف العالمي لكرة المضرب النسائية برعاية الاتحاد الدولي لكرة المضرب | مواسم الطواف العالمي لكرة المضرب النسائية برعاية الاتحاد الدولي لكرة المضرب | مواسم الطواف العالمي لكرة المضرب النسائية برعاية الاتحاد الدولي لكرة المضرب | مواسم الطواف العالمي لكرة المضرب النسائية برعاية الاتحاد الدولي لكرة المضرب | مواسم الطواف العالمي لكرة المضرب النسائية برعاية الاتحاد الدولي لكرة المضرب |
| تسعينيات القرن العشرين                                                      | تسعينيات القرن العشرين                                                      | تسعينيات القرن العشرين                                                      | تسعينيات القرن العشرين                                                      | تسعينيات القرن العشرين                                                      | تسعينيات القرن العشرين                                                      | تسعينيات القرن العشرين                                                      | تسعينيات القرن العشرين                                                      | تسعينيات القرن العشرين                                                      | تسعينيات القرن العشرين                                                      |
| --------------------------------------------------------------------------- | --------------------------------------------------------------------------- | --------------------------------------------------------------------------- | --------------------------------------------------------------------------- | --------------------------------------------------------------------------- | --------------------------------------------------------------------------- | --------------------------------------------------------------------------- | --------------------------------------------------------------------------- | --------------------------------------------------------------------------- | --------------------------------------------------------------------------- |
| 1994                                                                        | 1995                                                                        | 1995                                                                        | 1996                                                                        | 1997                                                                        | 1998                                                                        | 1999                                                                        |                                                                             |                                                                             |                                                                             |
| العقد الأول من القرن 21                                                     |                                                                             |                                                                             |                                                                             |                                                                             |                                                                             |                                                                             |                                                                             |                                                                             |                                                                             |
| 2000                                                                        | 2001                                                                        | 2002                                                                        | 2003                                                                        | 2004                                                                        | 2005                                                                        | 2006                                                                        | 2007                                                                        | 2008 الربع الأول · الربع الثاني · الربع الثالث                              | 2009                                                                        |
| العقد الثاني من القرن 21                                                    |                                                                             |                                                                             |                                                                             |                                                                             |                                                                             |                                                                             |                                                                             |                                                                             |                                                                             |
| 2010 الربع الأول · الربع الثاني · الربع الثالث · الربع الرابع               | 2011 الربع الأول · الربع الثاني · الربع الثالث · الربع الرابع               | 2012 الربع الأول · الربع الثاني · الربع الثالث · الربع الرابع               | 2013 الربع الأول · الربع الثاني · الربع الثالث · الربع الرابع               | 2014 الربع الأول · الربع الثاني · الربع الثالث · الربع الرابع               | 2015 الربع الأول · الربع الثاني · الربع الثالث · الربع الرابع               | 2016 الربع الأول · الربع الثاني · الربع الثالث · الربع الرابع               | 2017 الربع الأول · الربع الثاني · الربع الثالث · الربع الرابع               | 2018 الربع الأول · الربع الثاني · الربع الثالث · الربع الرابع               | 2019 الربع الأول · الربع الثاني · الربع الثالث · الربع الرابع               |
| العقد الثالث من القرن 21                                                    |                                                                             |                                                                             |                                                                             |                                                                             |                                                                             |                                                                             |                                                                             |                                                                             |                                                                             |
| 2020 الربع الأول · الربع الثاني · الربع الثالث · الربع الرابع               | 2021 الربع الأول · الربع الثاني · الربع الثالث · الربع الرابع               | 2022 الربع الأول · الربع الثاني · الربع الثالث · الربع الرابع               | 2023 الربع الأول · الربع الثاني · الربع الثالث · الربع الرابع               | 2024 الربع الأول · الربع الثاني · الربع الثالث · الربع الرابع               | 2025 الربع الأول · الربع الثاني · الربع الثالث · الربع الرابع               |                                                                             |                                                                             |                                                                             |                                                                             |

## المفتاح
| الفئات      | القيمة المالية |
| بطولات W100 | $100,000       |
| بطولات W75  | $75,000        |
| بطولات W50  | $50,000        |
| بطولات W25  | $25,000        |
| بطولات W15  | $15,000        |
| بطولات W10  | $10,000        |

## الشهر

### يوليو
| الأسبوع  | البطولة                                                                                         | الفائزات                                                                    | الوصيفات                                    | المتأهلات لنصف النهائي                    | المتأهلات لربع النهائي                                                             |
| -------- | ----------------------------------------------------------------------------------------------- | --------------------------------------------------------------------------- | ------------------------------------------- | ----------------------------------------- | ---------------------------------------------------------------------------------- |
| 7 يوليو  | بطولة فرنسا المفتوحة جريت ويس بياريتز، فرنسا ملعب ترابي $100،000 Singles – Doubles              | كايا كانيبي 2–6، 4–6                                                        | تيليانا بيريرا                              | ماندي مينلا يفجينيا رودينا                | لورا ثورب تيميا بابوش غايا سانيسي أماندين هيس                                      |
| 7 يوليو  | بطولة فرنسا المفتوحة جريت ويس بياريتز، فرنسا ملعب ترابي $100،000 Singles – Doubles              | فلورنسيا مولينيرو ستيفاني فوجت 2–6، 2–6                                     | لورديس دومينغيز لينو تيليانا بيريرا         | ماندي مينلا يفجينيا رودينا                | لورا ثورب تيميا بابوش غايا سانيسي أماندين هيس                                      |
| 7 يوليو  | بطولة اف اس بي جولد ريفر للسيدات ساكرامنتو، الولايات المتحدة ملعب صلب $50،000 Singles – Doubles | أوليفيا روجوفسكا 2–6، 5–7                                                   | جوليا بوسوروب                               | ماديسون برينجل ناو هيبينو                 | ساتشيا فيكري دانييل لاو لويزا تشيريكو جيمي لويب                                    |
| 7 يوليو  | بطولة اف اس بي جولد ريفر للسيدات ساكرامنتو، الولايات المتحدة ملعب صلب $50،000 Singles – Doubles | داريا جافريلوفا ستورم ساندرز 2–6، 1–6                                       | ماريا سانشيز زوي جوين سانداليس              | ماديسون برينجل ناو هيبينو                 | ساتشيا فيكري دانييل لاو لويزا تشيريكو جيمي لويب                                    |
| 7 يوليو  | غاتينو (كيبك)، كندا ملعب صلب $25،000 قرعة المباريات الفردية والزوجية                            | ستيفاني فريتز 3–6، 6–3، 3–6                                                 | فرانسواز أبندا                              | ريسا أوزاكي هيروكو كواتا                  | مايو هيبي ميهارو إيمانيشي هسو تشيه يو جولي كوين                                    |
| 7 يوليو  | غاتينو (كيبك)، كندا ملعب صلب $25،000 قرعة المباريات الفردية والزوجية                            | هيروكو كواتا تشياكي أوكاداوي 6–4، 6–3                                       | مانا أيوكاوا جوستينا ججيولكا                | ريسا أوزاكي هيروكو كواتا                  | مايو هيبي ميهارو إيمانيشي هسو تشيه يو جولي كوين                                    |
| 7 يوليو  | أشافنبورغ، ألمانيا ملعب ترابي $25،000 قرعة المباريات الفردية والزوجية                           | ليزلي كيركهوف 5–7، 3–6                                                      | كارينا ويثوفت                               | إيكاترين جورجودزي فيكتوريا غولوبيتش       | نينا تساندر مارينا كاتشار آنا فرلجيتش كونستانس سيبيل                               |
| 7 يوليو  | أشافنبورغ، ألمانيا ملعب ترابي $25،000 قرعة المباريات الفردية والزوجية                           | ريكا فوجيوارا يوكي تاناكا 1–6، 4–6                                          | ليزلي كيركهوف زينيا كنول                    | إيكاترين جورجودزي فيكتوريا غولوبيتش       | نينا تساندر مارينا كاتشار آنا فرلجيتش كونستانس سيبيل                               |
| 7 يوليو  | شرم الشيخ، مصر ملعب صلب $10،000 قرعة المباريات الفردية والزوجية                                 | يان أبازا 4–6، 4–6                                                          | بولين باييه                                 | كلوتيلد دي برناردي ألكسندريا ستيلير       | ميشيل سامونز أناستازيا شاولسكايا علا أبو ذكري أكفيل باراجينسكيت                    |
| 7 يوليو  | شرم الشيخ، مصر ملعب صلب $10،000 قرعة المباريات الفردية والزوجية                                 | يان أبازا أناستازيا شاولسكايا 4–6، 3–6                                      | جاكلين أدينا كريستيان أكفيل باراجينسكيت     | كلوتيلد دي برناردي ألكسندريا ستيلير       | ميشيل سامونز أناستازيا شاولسكايا علا أبو ذكري أكفيل باراجينسكيت                    |
| 7 يوليو  | تورينو، إيطاليا ملعب ترابي $10،000 قرعة المباريات الفردية والزوجية                              | يوليانا ليزارازو 7–6(7–5)، 6–3                                              | أليس ماتيوكسي                               | كورينا دينتوني سارة-ريبيكا سيكوليك        | أليكس كولومبون بيانكا توراتي دايانا نيجرينو فرانشيسكا سيجاريلي                     |
| 7 يوليو  | تورينو، إيطاليا ملعب ترابي $10،000 قرعة المباريات الفردية والزوجية                              | يوليانا ليزارازو أليس ماتيوكسي 6–3، 6–2                                     | جورجيا بريشيا ليزا سابينو                   | كورينا دينتوني سارة-ريبيكا سيكوليك        | أليكس كولومبون بيانكا توراتي دايانا نيجرينو فرانشيسكا سيجاريلي                     |
| 7 يوليو  | ياش، رومانيا ملعب ترابي $10،000 قرعة المباريات الفردية والزوجية                                 | أوانا جورجيتا سيميون 6–2، 6–1                                               | كريستينا ستانكو                             | أندريا غيتسكو كميل شيل                    | غابرييلا تلابا رالوكا إيلينا بلاتون أناستازيا فدوفينكو سيمونا يونيسكو              |
| 7 يوليو  | ياش، رومانيا ملعب ترابي $10،000 قرعة المباريات الفردية والزوجية                                 | رالوك إيلينا بلاتون كريستينا ستانكو 2–6، 6–4، [10–6]                        | أوانا جورجيتا سيميون غابرييلا تلابا         | أندريا غيتسكو كميل شيل                    | غابرييلا تلابا رالوكا إيلينا بلاتون أناستازيا فدوفينكو سيمونا يونيسكو              |
| 7 يوليو  | غوتكسو، إسبانيا ملعب ترابي $10،000 قرعة المباريات الفردية والزوجية                              | لورا بوس تيو 6–7(4–7)، 6–3، 7–5                                             | أولغا سايز لارّا                             | إستيل كاسينو أليس سافوريتّي                | إيفون كافال ريمييرز أريابيلا فرنانديز رابنر لوسيا سيرفيرا فاسكيز ألكساندرا نانكارو |
| 7 يوليو  | غوتكسو، إسبانيا ملعب ترابي $10،000 قرعة المباريات الفردية والزوجية                              | شارلوت رومر أولغا سايز لارّا 6–4، 7–5                                        | ألكساندرا نانكارو أولغا بارّيس أزكويتيّا      | إستيل كاسينو أليس سافوريتّي                | إيفون كافال ريمييرز أريابيلا فرنانديز رابنر لوسيا سيرفيرا فاسكيز ألكساندرا نانكارو |
| 7 يوليو  | بانكوك، تايلاند ملعب صلب $10،000 قرعة المباريات الفردية والزوجية                                | وانغ يافان 6–3، 6–2                                                         | سابينا شاريبوفا                             | فاراتشايا وونجتينتشاي أكيكو أومي          | شانيل سيموندز كاناي هيسامي لي بي-تشي نودنيدا لوانجنام                              |
| 7 يوليو  | بانكوك، تايلاند ملعب صلب $10،000 قرعة المباريات الفردية والزوجية                                | فاراتشايا وونجتينتشاي فرنيا وونجتينتشاي 6–3، 4–6، [10–8]                    | لوكسيكا كومخوم تامارين تاناسوجارن           | فاراتشايا وونجتينتشاي أكيكو أومي          | شانيل سيموندز كاناي هيسامي لي بي-تشي نودنيدا لوانجنام                              |
| 7 يوليو  | بالي قصر، تركيا ملعب صلب $10،000 قرعة المباريات الفردية والزوجية                                | كلاارتجي ليبينس 6–2، 6–2                                                    | لو برويلو                                   | مارجريتا لازاريفا جوليا ستاماتوفا         | كريستينا أداميسكو إيما فلود أنيت مونوزوفا أجني ستيفانو                             |
| 7 يوليو  | بالي قصر، تركيا ملعب صلب $10،000 قرعة المباريات الفردية والزوجية                                | لو برويلو أنيت مونوزوفا 6–4، 6–2                                            | فيوليتا ديجتاريفا فيكتوريا فورونتسوفا       | مارجريتا لازاريفا جوليا ستاماتوفا         | كريستينا أداميسكو إيما فلود أنيت مونوزوفا أجني ستيفانو                             |
| 14 يوليو | كأس أي تي إس أولوموتس، جمهورية التشيك ملعب ترابي $50،000 الفردي - الزوجي                        | بيترا سيتكوفسكا 3–6، 1–6، 4–6                                               | دينيزا أليرتوفا                             | باربورا كرجتشيكوفا لارا ميشيل             | صوفيا شاباتافا ريناتا فوراكوفا ألبرتا بريانتي لسيا تسورينكو                        |
| 14 يوليو | كأس أي تي إس أولوموتس، جمهورية التشيك ملعب ترابي $50،000 الفردي - الزوجي                        | بيترا سيتكوفسكا ريناتا فوراكوفا 6–2، 6–4، [7–10]                            | باربورا كرجتشيكوفا ألكسندرا كرونتش          | باربورا كرجتشيكوفا لارا ميشيل             | صوفيا شاباتافا ريناتا فوراكوفا ألبرتا بريانتي لسيا تسورينكو                        |
| 14 يوليو | بطولة تطوير اللاعبين يو إس تي أيه كارسون، الولايات المتحدة ملعب صلب $50،000 الفردي - الزوجي     | نيكول غيبس 4–6، 4–6                                                         | ميلاني أودين                                | ساناز ماراند لويزا تشيريكو                | ريسا أوزاكي جوليا بوسوروب ماريا سانشيز أن صوفي ميستاتش                             |
| 14 يوليو | بطولة تطوير اللاعبين يو إس تي أيه كارسون، الولايات المتحدة ملعب صلب $50،000 الفردي - الزوجي     | ميكايلا كرايتشيك أوليفيا روجوفسكا 7–6(7–4)، 1–6                             | سامانثا كراوفورد ساتشيا فيكري               | ساناز ماراند لويزا تشيريكو                | ريسا أوزاكي جوليا بوسوروب ماريا سانشيز أن صوفي ميستاتش                             |
| 14 يوليو | تشالنجر بنك ناسيونال دي غرانبي غرانبي، كندا ملعب صلب $25،000 الفردي - الزوجي                    | ميهارو إيماشيني 4–6، 4–6                                                    | ستيفاني فريتز                               | جولي كوين فرانسواز أبندا                  | إري هوزمي ستيفاني دوبوا ريكو ساوياناجي هيروكو كواتا                                |
| 14 يوليو | تشالنجر بنك ناسيونال دي غرانبي غرانبي، كندا ملعب صلب $25،000 الفردي - الزوجي                    | هيروكو كواتا ريكو ساوياناجي انسحاب                                          | إيرين روتليف كارول تشاو                     | جولي كوين فرانسواز أبندا                  | إري هوزمي ستيفاني دوبوا ريكو ساوياناجي هيروكو كواتا                                |
| 14 يوليو | دارمشتات، ألمانيا ملعب ترابي $25،000 قرعة المباريات الفردية والزوجية                            | أندريا ميتو 6–2، 6–1                                                        | فيكتوريا غولوبيتش                           | إيرينا خروماتشيفا ماتيلد يوهانسون         | كاتارينا كيرلاخ إيكاترين جورجودزي باولا كريستينا غونسالفيس فيتاليا دياتشينكو       |
| 14 يوليو | دارمشتات، ألمانيا ملعب ترابي $25،000 قرعة المباريات الفردية والزوجية                            | نيكولا جوير فيكتوريا غولوبيتش 5–7، 6–2، [10–3]                              | كارولين دانيلز لورا شيدر                    | إيرينا خروماتشيفا ماتيلد يوهانسون         | كاتارينا كيرلاخ إيكاترين جورجودزي باولا كريستينا غونسالفيس فيتاليا دياتشينكو       |
| 14 يوليو | فوكيت، تايلاند ملعب صلب (indoor) $25،000 قرعة المباريات الفردية والزوجية                        | وانغ يافان 3–6، 6–2، 7–5                                                    | شو يفيان                                    | فاراتشايا وونجتينتشاي لي يا-هسوان         | تشانغ كاي تشن تشان يونغ-جان قالب:بيانات بلد هونج كونج تشانغ لينغ يو مي             |
| 14 يوليو | فوكيت، تايلاند ملعب صلب (indoor) $25،000 قرعة المباريات الفردية والزوجية                        | هان نا-لاي يو مي 6–4، 6–3                                                   | أكاري إينووي لي يا-هسوان                    | فاراتشايا وونجتينتشاي لي يا-هسوان         | تشانغ كاي تشن تشان يونغ-جان قالب:بيانات بلد هونج كونج تشانغ لينغ يو مي             |
| 14 يوليو | إيمولا، إيطاليا سجاد $15،000 قرعة المباريات الفردية والزوجية                                    | كاتي دان 6–1، 6–3                                                           | دينيز خازانيوك                              | كاتي بولتر أوسيان دودان                   | جاسمين باوليني أليس ماتيوكسي أماندا كاريراس مارتينا دي جوزيبي                      |
| 14 يوليو | إيمولا، إيطاليا سجاد $15،000 قرعة المباريات الفردية والزوجية                                    | كاتي بولتر كاتي دان 7–6(10–8)، 6–3                                          | آنا ريموندينا ليزا سابينو                   | كاتي بولتر أوسيان دودان                   | جاسمين باوليني أليس ماتيوكسي أماندا كاريراس مارتينا دي جوزيبي                      |
| 14 يوليو | كنوكه، بلجيكا ملعب ترابي $10،000 قرعة المباريات الفردية والزوجية                                | كيرين ليموين 6–1، 6–0                                                       | كيلي فيرستيج                                | ستيفي ديستلمانس إستيل كاسينو              | أودري ألبي فالنتيني جراماتيكوبولو مارغو برابانت أليونا بولسوفا زادوينوف            |
| 14 يوليو | كنوكه، بلجيكا ملعب ترابي $10،000 قرعة المباريات الفردية والزوجية                                | أليونا بولسوفا زادوينوف سيسيليا كوستا ميلغار 4–6، 6–3، [10–4]               | جوستين دي سوتير صوفي أوين                   | ستيفي ديستلمانس إستيل كاسينو              | أودري ألبي فالنتيني جراماتيكوبولو مارغو برابانت أليونا بولسوفا زادوينوف            |
| 14 يوليو | فانكوفر، كندا ملعب صلب $10،000 قرعة المباريات الفردية والزوجية                                  | أليكسا غواراشي 6–3، 1–6، 7–6(8–6)                                           | يوكا هيغوتشي                                | بيترا يانوسكوفا لورين ألبانيز             | داشا إيفانوفا هيرونو واتانابي جيسيكا فايلا أيان برومفيلد                           |
| 14 يوليو | فانكوفر، كندا ملعب صلب $10،000 قرعة المباريات الفردية والزوجية                                  | يوكا هيغوتشي هيرونو واتانابي 4–6، 6–2، [10–5]                               | لورين ألبانيز أليكسا غواراشي                | بيترا يانوسكوفا لورين ألبانيز             | داشا إيفانوفا هيرونو واتانابي جيسيكا فايلا أيان برومفيلد                           |
| 14 يوليو | شرم الشيخ، مصر ملعب صلب $10،000 قرعة المباريات الفردية والزوجية                                 | ديسبينا فوغاساري 7–5، 6–0                                                   | فاليريا ستراخوفا                            | ألكساندريا ستيتلير إيلزي هاتينغ           | علا أبو ذكري فاليريا بروسپيري نعومي توتكا فوجسلافا لوكيتش                          |
| 14 يوليو | شرم الشيخ، مصر ملعب صلب $10،000 قرعة المباريات الفردية والزوجية                                 | كلوثيلد دي برناردي ميشيل سامونز 7–5، 7–5                                    | جوليا بروزون ألينا ميخييفا                  | ألكساندريا ستيتلير إيلزي هاتينغ           | علا أبو ذكري فاليريا بروسپيري نعومي توتكا فوجسلافا لوكيتش                          |
| 14 يوليو | غالاتس، رومانيا ملعب ترابي $10،000 قرعة المباريات الفردية والزوجية                              | باتريسيا ماريا تيغ 7–6(7–3)، 3–6، 6–2                                       | إيرينا ماريا بارا                           | إيوانا لوريدانا روسكا أندريا غيتسكو       | غابرييلا طلابا إيلينا بوغدان مارتينا سبجاريللي أليس باكي                           |
| 14 يوليو | غالاتس، رومانيا ملعب ترابي $10،000 قرعة المباريات الفردية والزوجية                              | يكاترينا لافريكوڤا أليسيا پيران 7–5، 1–6، [10–4]                            | نيكوليتا-كترلينا داسكالو كريستينا إيني      | إيوانا لوريدانا روسكا أندريا غيتسكو       | غابرييلا طلابا إيلينا بوغدان مارتينا سبجاريللي أليس باكي                           |
| 14 يوليو | إيفانسفيل، الولايات المتحدة ملعب صلب $10،000 قرعة المباريات الفردية والزوجية                    | تورنادو أليسا بلاك 6–4، 4–6، 6–2                                            | كيتلين ووريسكي                              | أياكا أوكونو جوسي كولمان                  | كيتلين مكارثي ألكسندرا بيربر ماري نوريس بروك أوستين                                |
| 14 يوليو | إيفانسفيل، الولايات المتحدة ملعب صلب $10،000 قرعة المباريات الفردية والزوجية                    | بروك أوستين ناتالي بلوسكوتا 6–4، 3–6، [11–9]                                | كاثرين هاريسون ماري ويذرهولت                | أياكا أوكونو جوسي كولمان                  | كيتلين مكارثي ألكسندرا بيربر ماري نوريس بروك أوستين                                |
| 21 يوليو | كأس الرئيس آستانا، كازاخستان ملعب صلب $100،000 فردي – زوجي                                      | فيتاليا دياتشينكو 6–4، 3–6، 6–2                                             | تشالا بويوكاكاتشاي                          | آنا لينا فريدسام أكجول أمانمورادوف        | مارغريتا جاسباريان بولينا فينوغرادوفا فيرونيكا كوديرميتوفا آنا سافيتش              |
| 21 يوليو | كأس الرئيس آستانا، كازاخستان ملعب صلب $100،000 فردي – زوجي                                      | فيتاليا دياتشينكو مارغريتا جاسباريان 6–4، 6–1                               | ميخائيلا بوئيف آنا لينا فريدسام             | آنا لينا فريدسام أكجول أمانمورادوف        | مارغريتا جاسباريان بولينا فينوغرادوفا فيرونيكا كوديرميتوفا آنا سافيتش              |
| 21 يوليو | Powiat Poznański Open Sobota، بولندا ملعب ترابي $50،000+H فردي – زوجي                           | كريستينا كوكوفا 1–6، 7–5، 6–3                                               | سيسيل كاراتانتشيفا                          | ستيفاني فوجت ريناتا فوراكوفا              | جوليا جاتو مونتيكوني أندريا ميتو مارينا زانيفسكا لارا ميشيل                        |
| 21 يوليو | Powiat Poznański Open Sobota، بولندا ملعب ترابي $50،000+H فردي – زوجي                           | باربورا كرجتشيكوفا ألكسندرا كرونتش 3–6، 6–0، [10–6]                         | أناستاسيا فاسيليفا مارينا زانيفسكا          | ستيفاني فوجت ريناتا فوراكوفا              | جوليا جاتو مونتيكوني أندريا ميتو مارينا زانيفسكا لارا ميشيل                        |
| 21 يوليو | بطولة كأس بنك كنتاكي للتنس ليكسينغتون، الولايات المتحدة ملعب صلب $50،000 فردي – زوجي            | ماديسون برينجل 6–3، 6–4                                                     | نيكول غيبس                                  | إيرينا فالكوني ميلاني أودين               | جارميلا جادوسوفا ناو هيبينو ماريا سانشيز رومينا أوبراندي                           |
| 21 يوليو | بطولة كأس بنك كنتاكي للتنس ليكسينغتون، الولايات المتحدة ملعب صلب $50،000 فردي – زوجي            | جوسلين ري آنا سميث 6–4، 6–4                                                 | شاكو أوياما كيري وونغ                       | إيرينا فالكوني ميلاني أودين               | جارميلا جادوسوفا ناو هيبينو ماريا سانشيز رومينا أوبراندي                           |
| 21 يوليو | بوكيت، تايلاند ملعب صلب (داخلي) $25،000 قرعة المباريات الفردية والزوجية                         | يو مي 6–4، 6–2                                                              | زوزانا زلوخوفا                              | هان نا لاي سابينا شاريبوفا                | تشانغ كاي تشن فاراتشايا وونجتينتشاي دوروتيجا إريك لو جياجينغ                       |
| 21 يوليو | بوكيت، تايلاند ملعب صلب (داخلي) $25،000 قرعة المباريات الفردية والزوجية                         | نيشا ليرتبيتاكسينتشاي بينجتارن بليبويتش 6–3، 6–7(5–7)، [11–9]               | هان نا لاي يو مي                            | هان نا لاي سابينا شاريبوفا                | تشانغ كاي تشن فاراتشايا وونجتينتشاي دوروتيجا إريك لو جياجينغ                       |
| 21 يوليو | كامبوس دو جورداو، البرازيل ملعب صلب $15،000 قرعة المباريات الفردية والزوجية                     | غابرييلا سي 6–3، 6–2                                                        | إدواردا بياي                                | غوادالوبي بيريز روجاس آنا صوفيا سانشيز    | ناثالي كوراتا أندريا كوخ بنفنوتو ناتاليا روسي جوليا مانسانو جوميدي                 |
| 21 يوليو | كامبوس دو جورداو، البرازيل ملعب صلب $15،000 قرعة المباريات الفردية والزوجية                     | ناثالي كوراتا جيوفانا توميتا 6–3، 6–2                                       | كارولينا ألفيس انغريد جامارا مارتينز        | غوادالوبي بيريز روجاس آنا صوفيا سانشيز    | ناثالي كوراتا أندريا كوخ بنفنوتو ناتاليا روسي جوليا مانسانو جوميدي                 |
| 21 يوليو | باد والترسدورف، النمسا ملعب ترابي $10،000 قرعة المباريات الفردية والزوجية                       | باربارا هاس 7–6(8–6)، 6–3                                                   | إيفا ميكوفيتش                               | ناتالي بروسا بيا كونينغ                   | ريكا-لوكا جاني آنا ماريا هيل جانا فيت زوزانا زالابسكا                              |
| 21 يوليو | باد والترسدورف، النمسا ملعب ترابي $10،000 قرعة المباريات الفردية والزوجية                       | بيا كونينغ بولونا ريبرشاك 6–7(4–7)، 7–5، [14–12]                            | كريستينا هربالوفا تيريزا ياناتوفا           | ناتالي بروسا بيا كونينغ                   | ريكا-لوكا جاني آنا ماريا هيل جانا فيت زوزانا زالابسكا                              |
| 21 يوليو | مسيك، بلجيكا ملعب ترابي $10،000 قرعة المباريات الفردية والزوجية                                 | كيرين ليموين 6–1، 6–3                                                       | بيرنيس فان دي فيلدي                         | ديمي شورس سيسيليا كوستا ميلغار            | مانو أركانجيولي Magali Kempen Kim Rus إستيل كاسينو                                 |
| 21 يوليو | مسيك، بلجيكا ملعب ترابي $10،000 قرعة المباريات الفردية والزوجية                                 | Steffi Distelmans Magali Kempen 6–4، 6–3                                    | Bernice van de Velde Kelly Versteeg         | ديمي شورس سيسيليا كوستا ميلغار            | مانو أركانجيولي Magali Kempen Kim Rus إستيل كاسينو                                 |
| 21 يوليو | شرم الشيخ، مصر ملعب صلب $10،000 قرعة المباريات الفردية والزوجية                                 | Valeriya Strakhova 6–3، 6–2                                                 | Pauline Payet                               | Brenda Njuki نايومي كافاداي               | Nagi Hanatani Anastasia Shaulskaya Danielle Konotoptseva إيلزي هاتينغ              |
| 21 يوليو | شرم الشيخ، مصر ملعب صلب $10،000 قرعة المباريات الفردية والزوجية                                 | إيلزي هاتينغ مادري لو رو 6–1، 7–6(7–3)                                      | Alina Mikheeva Linda Prenkovic              | Brenda Njuki نايومي كافاداي               | Nagi Hanatani Anastasia Shaulskaya Danielle Konotoptseva إيلزي هاتينغ              |
| 21 يوليو | تالين، إستونيا ملعب ترابي $10،000 قرعة المباريات الفردية والزوجية                               | Csilla Argyelán 7–6(7–3)، 2–6، 7–5                                          | Alexandra Artamonova                        | لورا جولبي أناستازيا فرولوفا              | أماندين كازو أناستاسيا هوموتوفا ليتيسيا سرازين سادافموه توليبوفا                   |
| 21 يوليو | تالين، إستونيا ملعب ترابي $10،000 قرعة المباريات الفردية والزوجية                               | ألكسندرا أرتامونوفا كورنيليا ليستر 6–3، 6–2                                 | جوليا ماتوجان إيفا بالما                    | لورا جولبي أناستازيا فرولوفا              | أماندين كازو أناستاسيا هوموتوفا ليتيسيا سرازين سادافموه توليبوفا                   |
| 21 يوليو | تامبيري أوبن تامبيري، فنلندا ملعب ترابي $10،000 فردي – زوجي                                     | ماريا سكاري 6–4، 7–5                                                        | أناستازيا بيفوفاروفا                        | بياتريس سيديرمارك ألكسندرا نانكاراو       | لوبوف فاسيلييفا أنجيليكي كايري ديبورا كييزا إيما لين                               |
| 21 يوليو | تامبيري أوبن تامبيري، فنلندا ملعب ترابي $10،000 فردي – زوجي                                     | ألكسندرا نانكاراو ماريا سكاري 6–2، 6–3                                      | إيما لين أناستازيا بيفوفاروفا               | بياتريس سيديرمارك ألكسندرا نانكاراو       | لوبوف فاسيلييفا أنجيليكي كايري ديبورا كييزا إيما لين                               |
| 21 يوليو | ليه كونتاماين-مونتجوي، فرنسا ملعب صلب $10،000 قرعة المباريات الفردية والزوجية                   | أليونا بولسوفا زادوينوف 3–6، 6–3، 6–0                                       | تاييسيا مورديرجير                           | كاتي بولتر كلوي باكيوت                    | كاتي دان جوسيفا أدام هارموني تان فرانشيسكا ستيفنسون                                |
| 21 يوليو | ليه كونتاماين-مونتجوي، فرنسا ملعب صلب $10،000 قرعة المباريات الفردية والزوجية                   | أليونا بولسوفا زادوينوف كارلا تولي 1–6، 1–6                                 | سارا كاستيلانو كيارا كواتروني               | كاتي بولتر كلوي باكيوت                    | كاتي دان جوسيفا أدام هارموني تان فرانشيسكا ستيفنسون                                |
| 21 يوليو | هورب أم نيكار، ألمانيا ملعب ترابي $10،000 قرعة المباريات الفردية والزوجية                       | بترا كرجسوفا 5–7، 5–7                                                       | جيسيكا ماليشكوفا                            | فيكتوريا بوثيو كارولين دانيلز             | هيلدا ميلاندر ناتاليا كوستيتش بياتريس حداد مايا باربورا شتيفكوفا                   |
| 21 يوليو | هورب أم نيكار، ألمانيا ملعب ترابي $10،000 قرعة المباريات الفردية والزوجية                       | هيلدا ميلاندر باربورا شتيفكوفا 4–6، 1–6                                     | كارولين دانيلز لورا شايدر                   | فيكتوريا بوثيو كارولين دانيلز             | هيلدا ميلاندر ناتاليا كوستيتش بياتريس حداد مايا باربورا شتيفكوفا                   |
| 21 يوليو | نيودلهي، الهند ملعب صلب $10،000 قرعة المباريات الفردية والزوجية                                 | كيم دابين 1–6، 3–6                                                          | كاثرين آيب                                  | كانامي تسوجي كارمن كور ثاندي              | فانيا دانجوال ساي سامهيثا تشامارثي شويتا رانا سيمران كور سيتي                      |
| 21 يوليو | نيودلهي، الهند ملعب صلب $10،000 قرعة المباريات الفردية والزوجية                                 | روتوجا بسالي كيم دابين 6–2، 7–6(7–2)                                        | نيدي تشيلومولا هان سونغ هي                  | كانامي تسوجي كارمن كور ثاندي              | فانيا دانجوال ساي سامهيثا تشامارثي شويتا رانا سيمران كور سيتي                      |
| 21 يوليو | فيزيربا، إيطاليا ملعب ترابي $10،000 قرعة المباريات الفردية والزوجية                             | جاسمين باوليني 6–1، 6–0                                                     | آنا ريموندينا                               | آن شيفر تيس سوغنو                         | كورينا دينتوني أليس بالدوتشي كريستيانا فيراندو ديسبينا باباميتشايل                 |
| 21 يوليو | فيزيربا، إيطاليا ملعب ترابي $10،000 قرعة المباريات الفردية والزوجية                             | لويزا ماري هوبر ناتاليا سيدليزكا 6–3، 6–4                                   | جورجيا بريشيا كريستيانا فيراندو             | آن شيفر تيس سوغنو                         | كورينا دينتوني أليس بالدوتشي كريستيانا فيراندو ديسبينا باباميتشايل                 |
| 21 يوليو | باليتش، صربيا ملعب ترابي $10،000 قرعة المباريات الفردية والزوجية                                | إليزافيتا يانتشوك 6–7(11–13)، 7–5، 6–4                                      | أجنيس بوكتا                                 | إيرينا ماريا بارا مارتينا كوبيتشكوفا      | إما برجيتش بوكو باربرا بونيتش ناتاليا فايدوفا تيريزا ماليكوفا                      |
| 21 يوليو | باليتش، صربيا ملعب ترابي $10،000 قرعة المباريات الفردية والزوجية                                | لينا جورشيسكا إليزافيتا يانتشوك 6–4، 6–1                                    | إيرينا ماريا بارا كاميليا هريستيا           | إيرينا ماريا بارا مارتينا كوبيتشكوفا      | إما برجيتش بوكو باربرا بونيتش ناتاليا فايدوفا تيريزا ماليكوفا                      |
| 21 يوليو | بلد الوليد، إسبانيا ملعب صلب $10،000 قرعة المباريات الفردية والزوجية                            | لورا بوس تيو 4–6، 7–5، 6–2                                                  | أوسيان دودان                                | نوريا باريزاس دياز إيستيلا بيريز سمارريبا | إيفون كافاليه ريمرز أرابيلا فيرنانديز رابنر جيسيكا بونشيه مانشا فوستر              |
| 21 يوليو | بلد الوليد، إسبانيا ملعب صلب $10،000 قرعة المباريات الفردية والزوجية                            | ماريا ديل روساريو كانيرو بيريز باولا ديل كويتو كاستيو 6–3، 6–7(2–7)، [10–2] | باولا كوميا أغيلو آينا شافنر رييرا          | نوريا باريزاس دياز إيستيلا بيريز سمارريبا | إيفون كافاليه ريمرز أرابيلا فيرنانديز رابنر جيسيكا بونشيه مانشا فوستر              |
| 21 يوليو | إسطنبول، تركيا ملعب صلب $10،000 قرعة المباريات الفردية والزوجية                                 | لو بروليو 6–3، 6–1                                                          | كارولين روميو                               | أناستاسيا سايتوفا جاو شينيو               | باشاك إرايدن فاليريا بروسبيري إيما فلود إيزابيلا شنيكوفا                           |
| 21 يوليو | إسطنبول، تركيا ملعب صلب $10،000 قرعة المباريات الفردية والزوجية                                 | إيما فلود نيكي لوتيكهاوس 7–6(7–5)، 2–6، [10–6]                              | جاو شينيو يي كيويو                          | أناستاسيا سايتوفا جاو شينيو               | باشاك إرايدن فاليريا بروسبيري إيما فلود إيزابيلا شنيكوفا                           |
| 21 يوليو | أوستن، الولايات المتحدة ملعب صلب $10،000 قرعة المباريات الفردية والزوجية                        | كيلي تشين 6–3، 7–6(9–7)                                                     | ماري ويذرولت                                | أوسوي مايتان أركونادا نيفيس باريك         | كسينيا ليكينا ألكساندرا سيركون أليكسا غواراتشي يوكا هيغوتشي                        |
| 21 يوليو | أوستن، الولايات المتحدة ملعب صلب $10،000 قرعة المباريات الفردية والزوجية                        | كاثرين هاريسون ماري ويذرولت 6–2، 7–5                                        | ألكساندرا سيركون أليكسا غواراتشي            | أوسوي مايتان أركونادا نيفيس باريك         | كسينيا ليكينا ألكساندرا سيركون أليكسا غواراتشي يوكا هيغوتشي                        |
| 28 يوليو | Odlum Brown Vancouver Open فانكوفر، كندا ملعب صلب $100،000 فردي – زوجي                          | جارميلا غايدوشوفا 3–6، 6–2، 7–6(3–7)                                        | لسيا تسورينكو                               | آسيا محمد ماديسون برينجل                  | تيميا بابوش جينيفر برادي آنا تاتيشفيلي إيرينا بافلوفيتش                            |
| 28 يوليو | Odlum Brown Vancouver Open فانكوفر، كندا ملعب صلب $100،000 فردي – زوجي                          | آسيا محمد ماريا سانشيز 6–3، 1–6، [8–10]                                     | جيمي لوب آلي ويل                            | آسيا محمد ماديسون برينجل                  | تيميا بابوش جينيفر برادي آنا تاتيشفيلي إيرينا بافلوفيتش                            |
| 28 يوليو | ITF Women's Circuit – Wuhan ووهان، الصين ملعب صلب $50،000 فردي – زوجي                           | وانغ كيانغ 6–2، 6–2                                                         | لوكسيكا كومخوم                              | وانغ يافان ميو كاتو                       | تشانغ لينغ تشانغ كيلين تيان ران هان زينيون                                         |
| 28 يوليو | ITF Women's Circuit – Wuhan ووهان، الصين ملعب صلب $50،000 فردي – زوجي                           | هان زينيون تشانغ كيلين 6–4، 6–2                                             | ميو كاتو ماكوتو نينوميا                     | وانغ يافان ميو كاتو                       | تشانغ لينغ تشانغ كيلين تيان ران هان زينيون                                         |
| 28 يوليو | بلزن، جمهورية التشيك ملعب ترابي $25،000 قرعة المباريات الفردية والزوجية                         | دنيزا أليرتوفا 6–1، 6–1                                                     | أناستاسيا فاسيليفا                          | كسينيا بيرفاك ريتشل هوجينكامب             | إيما ميكولتشيتش إليتسا كوستوفا ميليندا كزينك ليزلي كيركوف                          |
| 28 يوليو | بلزن، جمهورية التشيك ملعب ترابي $25،000 قرعة المباريات الفردية والزوجية                         | ساندرا كليمينشيتس ريناتا فوراكوفا 6–4، 7–5                                  | ليدزيا ماروزافا أناستاسيا فاسيليفا          | كسينيا بيرفاك ريتشل هوجينكامب             | إيما ميكولتشيتش إليتسا كوستوفا ميليندا كزينك ليزلي كيركوف                          |
| 28 يوليو | باد زاولغاو، ألمانيا ملعب ترابي $25،000 قرعة المباريات الفردية والزوجية                         | مارينا زانيفسكا 6–0، 6–4                                                    | غابرييلا سي                                 | سيندي برغر أنهيلينا كالينينا              | ريبيكا بيترسون أنطونيا لوتنير كريستينا بارويس بياتريس حداد مايا                    |
| 28 يوليو | باد زاولغاو، ألمانيا ملعب ترابي $25،000 قرعة المباريات الفردية والزوجية                         | ديانا بوزيان أرابيلا فرنانديز رابنر 7–5، 6–3                                | هيلدا ميلاندر ريبيكا بيترسون                | سيندي برغر أنهيلينا كالينينا              | ريبيكا بيترسون أنطونيا لوتنير كريستينا بارويس بياتريس حداد مايا                    |
| 28 يوليو | سانتا كروز دي لا سييرا، بوليفيا ملعب ترابي $10،000 قرعة المباريات الفردية والزوجية              | أندريا كوخ بنفنوتو 6–2، 7–5                                                 | جولييتا لارا إيستابل                        | سارا خيمينيث صوفيا لوني                   | كارلا لوسيرو غوادالوبي بيريز روجاس كارولينا ألفيس إيفانيا مارتينيتش                |
| 28 يوليو | سانتا كروز دي لا سييرا، بوليفيا ملعب ترابي $10،000 قرعة المباريات الفردية والزوجية              | سارا خيمينيث نويليا زيبالوس 6–7(3–7)، 6–4، [10–8]                           | صوفيا لوني غوادالوبي بيريز روجاس            | سارا خيمينيث صوفيا لوني                   | كارلا لوسيرو غوادالوبي بيريز روجاس كارولينا ألفيس إيفانيا مارتينيتش                |
| 28 يوليو | كوبنهاغن، الدنمارك ملعب ترابي $10،000 قرعة المباريات الفردية والزوجية                           | ماي غراج 6–4، 7–5                                                           | كارين باربات                                | كلوديا بوتسوفا جولي نوي                   | كاثارينا هولرت كاثارينا لينيرت أنجيليكي كايري إيما فلود                            |
| 28 يوليو | كوبنهاغن، الدنمارك ملعب ترابي $10،000 قرعة المباريات الفردية والزوجية                           | كارين باربات كلوديا بوتسوفا 6–4، 6–1                                        | إيميلي فرانكاتي ماريا جسبرسن                | كلوديا بوتسوفا جولي نوي                   | كاثارينا هولرت كاثارينا لينيرت أنجيليكي كايري إيما فلود                            |
| 28 يوليو | شرم الشيخ، مصر ملعب صلب $10،000 قرعة المباريات الفردية والزوجية                                 | فاليريا ستراخوفا 6–2، 6–3                                                   | ناتالجا شيبيك                               | إلينا-تيودورا كادار ناومي توتكا           | ميشيل سامونز ألينا ميخييفا بريندا نجيوكي لي ييكسوان                                |
| 28 يوليو | شرم الشيخ، مصر ملعب صلب $10،000 قرعة المباريات الفردية والزوجية                                 | إيفون كافالي رييمرز ألينا ميخييفا 6–3، 7–5                                  | ليندا برينكوفيتش ناومي توتكا                | إلينا-تيودورا كادار ناومي توتكا           | ميشيل سامونز ألينا ميخييفا بريندا نجيوكي لي ييكسوان                                |
| 28 يوليو | سافيتايبالا، فنلندا ملعب ترابي $10،000 قرعة المباريات الفردية والزوجية                          | إيما لين 6–3، 5–7، 6–0                                                      | ماريا سكاري                                 | إيفيلينا فيرتانن ألكسندرا نانكارو         | ديانا بوجولي ليوبوف فاسيليفا جيولنارا نازاروفا صوفيا سماجينا                       |
| 28 يوليو | سافيتايبالا، فنلندا ملعب ترابي $10،000 قرعة المباريات الفردية والزوجية                          | ديانا بوجولي إيما لين 6–4، 7–6(7–2)                                         | ألكسندرا نانكارو ماريا سكاري                | إيفيلينا فيرتانن ألكسندرا نانكارو         | ديانا بوجولي ليوبوف فاسيليفا جيولنارا نازاروفا صوفيا سماجينا                       |
| 28 يوليو | تلاوي، جورجيا ملعب ترابي $10،000 قرعة المباريات الفردية والزوجية                                | ماريام بولكفادزه 1–2، انسحاب                                                | يوليا كالابينا                              | تمارا بيتشخادز أناستازيا فدوفينكو         | تمار كوتوبيدزي شانتيل ريغوتزي إنديا ماجن ساري ستيرنباخ                             |
| 28 يوليو | تلاوي، جورجيا ملعب ترابي $10،000 قرعة المباريات الفردية والزوجية                                | يوليا كالابينا أناستازيا فدوفينكو 7–6(7–4)، 6–2                             | ألونا فومينا إنديا ماجن                     | تمارا بيتشخادز أناستازيا فدوفينكو         | تمار كوتوبيدزي شانتيل ريغوتزي إنديا ماجن ساري ستيرنباخ                             |
| 28 يوليو | نيودلهي، الهند ملعب صلب $10،000 قرعة المباريات الفردية والزوجية                                 | بينجتارن بليبويتش 6–2، 6–4                                                  | ناتاشا بالها                                | سنهاديفي ريدي كارمن كور ثاندي             | آبي مايرز وانغ شياو هان سونغ هي سري بيدي ريدي                                      |
| 28 يوليو | نيودلهي، الهند ملعب صلب $10،000 قرعة المباريات الفردية والزوجية                                 | روتوجا بسالي كيم دابين 6–3، 6–4                                             | شارمادا بالو وانغ شياو                      | سنهاديفي ريدي كارمن كور ثاندي             | آبي مايرز وانغ شياو هان سونغ هي سري بيدي ريدي                                      |
| 28 يوليو | روفيريتو، إيطاليا ملعب ترابي $10،000 قرعة المباريات الفردية والزوجية                            | لورا بوس تيو 6–2، 4–6، 6–1                                                  | ليزا سابينو                                 | أليس سافوريتي مارتينا دي جوزيبي           | إيفا بريموراكس ناتاليا سيدليسكا لويزا ماري هوبير كلوديا كابولا                     |
| 28 يوليو | روفيريتو، إيطاليا ملعب ترابي $10،000 قرعة المباريات الفردية والزوجية                            | لويزا ماري هوبير ناتاليا سيدليسكا 6–4، 6–1                                  | ليزا سابينو أليس سافوريتي                   | أليس سافوريتي مارتينا دي جوزيبي           | إيفا بريموراكس ناتاليا سيدليسكا لويزا ماري هوبير كلوديا كابولا                     |
| 28 يوليو | أستانا، كازاخستان ملعب صلب $10،000 قرعة المباريات الفردية والزوجية                              | أليونا سوتنيكوفا 5–7، 6–4، 6–1                                              | آنا شكودون                                  | كسينيا ألكان بولينا مونوفا                | إيفجينييا باشكوفا فلادا إكشيباروفا أولغا يانتشوك سفيتلانا بيرازينكا                |
| 28 يوليو | أستانا، كازاخستان ملعب صلب $10،000 قرعة المباريات الفردية والزوجية                              | بولينا مونوفا إيكاترينا ياشينا 6–3، 6–2                                     | بولينا بيخوفا سفيتلانا بيرازينكا            | كسينيا ألكان بولينا مونوفا                | إيفجينييا باشكوفا فلادا إكشيباروفا أولغا يانتشوك سفيتلانا بيرازينكا                |
| 28 يوليو | تيميشوارا، رومانيا ملعب ترابي $10،000 قرعة المباريات الفردية والزوجية                           | مارتينا سبيغاريلي 6–4، 6–4                                                  | كريستينا إني                                | رالوكا إيلينا بلاتون إيرينا ماريا بارا    | كاميليا هريستيا أندريا أماليا روسكا نيكوليتا كاتالينا داسكالو ديانا رادانوفيتش     |
| 28 يوليو | تيميشوارا، رومانيا ملعب ترابي $10،000 قرعة المباريات الفردية والزوجية                           | كاتارينا آداموفيتش لينا جورشيسكا 6–2، 7–5                                   | رالوكا إيلينا بلاتون كريستينا ستانكو        | رالوكا إيلينا بلاتون إيرينا ماريا بارا    | كاميليا هريستيا أندريا أماليا روسكا نيكوليتا كاتالينا داسكالو ديانا رادانوفيتش     |
| 28 يوليو | ميخالوفتسى، سلوفاكيا ملعب ترابي $10،000 قرعة المباريات الفردية والزوجية                         | كارولينا موتشوفا 6–3، 6–1                                                   | يانا جابلونوفسكا                            | نينا هولانوفا باربرا كوتليسوفا            | آنا ماريا هايل فيفيان يوهاسوفا ماريا مارفوتينا نيكولا فيجدوفا                      |
| 28 يوليو | ميخالوفتسى، سلوفاكيا ملعب ترابي $10،000 قرعة المباريات الفردية والزوجية                         | كارولينا تشيكوفا نيكولا هوراكوفا 7–6(7–4)، 6–3                              | آنا كاتالينا ألزاتي إزمورزيفا لينكا وينروفا | نينا هولانوفا باربرا كوتليسوفا            | آنا ماريا هايل فيفيان يوهاسوفا ماريا مارفوتينا نيكولا فيجدوفا                      |
| 28 يوليو | اسطنبول، تركيا ملعب صلب $10،000 قرعة المباريات الفردية والزوجية                                 | أولغا فريدمان 7–5، 6–4                                                      | يي كيويو                                    | وانغ يان ميليس سيزر                       | باشاك إرايدن إيزابيلا شنيكوفا ماريا موخ جوليا ستاماتوفا                            |
| 28 يوليو | اسطنبول، تركيا ملعب صلب $10،000 قرعة المباريات الفردية والزوجية                                 | ماي مينوكوشي أكيكو أوماي 3–6، 6–2، [10–4]                                   | جاو شينيو يو إكسياودي                       | وانغ يان ميليس سيزر                       | باشاك إرايدن إيزابيلا شنيكوفا ماريا موخ جوليا ستاماتوفا                            |
| 28 يوليو | فورت وورث، الولايات المتحدة ملعب صلب $10،000 قرعة المباريات الفردية والزوجية                    | تاتيانا ماريا 6–1، 6–1                                                      | هايلي كارتر                                 | جيسيكا هو جوليانا أولموس                  | فرانسيس ألتيك ماري ويذرهولت ماريا فرناندا ألفيس أليكسا غواراشي                     |
| 28 يوليو | فورت وورث، الولايات المتحدة ملعب صلب $10،000 قرعة المباريات الفردية والزوجية                    | هايلي كارتر ستيفاني تان 6–3، 6–3                                            | كاثرين هاريسون ماري ويذرهولت                | جيسيكا هو جوليانا أولموس                  | فرانسيس ألتيك ماري ويذرهولت ماريا فرناندا ألفيس أليكسا غواراشي                     |

### أغسطس
| الأسبوع  | البطولة | الفائزات                                                 | الوصيفات                                | المتأهلات لنصف النهائي                    | المتأهلات لربع النهائي                                                   |
| -------- | --- | -------------------------------------------------------- | --------------------------------------- | ----------------------------------------- | ------------------------------------------------------------------------ |
| 4 أغسطس  | كوكسيجده، بلجيكا ملعب ترابي 25،000 دولار قرعة المباريات الفردية والزوجية                                       | مارينا زانيفسكا 6–1، 6–1                                 | ريتشل هوجينكامب                         | صوفيا كوفالتس كويرين ليموين               | كاتيرينا فانكوفا أنكيتا راينا برناردا بيرا ريبيكا بيترسون                |
| 4 أغسطس  | كوكسيجده، بلجيكا ملعب ترابي 25،000 دولار قرعة المباريات الفردية والزوجية                                       | يساليني بونافنتور ريتشل هوجينكامب 6–4، 6–4               | برناردا بيرا ديمي شورس                  | صوفيا كوفالتس كويرين ليموين               | كاتيرينا فانكوفا أنكيتا راينا برناردا بيرا ريبيكا بيترسون                |
| 4 أغسطس  | هشينغن، ألمانيا ملعب ترابي 25،000 دولار قرعة المباريات الفردية والزوجية                                        | كارينا ويثوفت 4–6، 6–4، 6–3                              | لورا سيجموند                            | فاليريا سولوفيفا آنا بوغدان               | لورا شيدر إيكاترين جورجودزي جوليا جاتو مونتيكوني أنهيلينا كالينينا       |
| 4 أغسطس  | هشينغن، ألمانيا ملعب ترابي 25،000 دولار قرعة المباريات الفردية والزوجية                                        | إيلينا بوغدان فاليريا سولوفيفا 6–3، 6–1                  | كارولين دانيلز أنطونيا لوتنير           | فاليريا سولوفيفا آنا بوغدان               | لورا شيدر إيكاترين جورجودزي جوليا جاتو مونتيكوني أنهيلينا كالينينا       |
| 4 أغسطس  | لانديسفيل، الولايات المتحدة ملعب صلب 25،000 دولار قرعة المباريات الفردية والزوجية                              | باولا كانيا 5–7، 6–3، 6–4                                | أنس جابر                                | ألكسندرا مولر بترا رامبري                 | ماريا سانشيز إيرينا بافلوفيتش هيروكو كواتا أوليفيا روجوفسكا              |
| 4 أغسطس  | لانديسفيل، الولايات المتحدة ملعب صلب 25،000 دولار قرعة المباريات الفردية والزوجية                              | جيمي لويب سناز ماراند 7–6(7–5)، 6–1                      | لينا ليتفاك ألكسندرا مولر               | ألكسندرا مولر بترا رامبري                 | ماريا سانشيز إيرينا بافلوفيتش هيروكو كواتا أوليفيا روجوفسكا              |
| 4 أغسطس  | كاراكاس، فنزويلا ملعب صلب $25،000 قرعة المباريات الفردية والزوجية                                              | ماريا إيروغيين 6–1، 6–3                                  | هارموني تان                             | كلوتيلد دي بيرناردي فلورنسيا مولينيرو     | أندريا كوخ بنفنوتو هسو تشيه يو لورين ألبانيز ميلاني كلافنير              |
| 4 أغسطس  | كاراكاس، فنزويلا ملعب صلب $25،000 قرعة المباريات الفردية والزوجية                                              | فينيسا فورلانيتو فلورنسيا مولينيرو 6–0، 6–0              | كلوتيلد دي بيرناردي أياكا أوكونو        | كلوتيلد دي بيرناردي فلورنسيا مولينيرو     | أندريا كوخ بنفنوتو هسو تشيه يو لورين ألبانيز ميلاني كلافنير              |
| 4 أغسطس  | سانتا في، الأرجنتين ملعب ترابي $10،000 قرعة المباريات الفردية والزوجية                                         | فرناندا بريتو 4–6، 6–4، 6–4                              | غوادالوبي بيريز روجاس                   | كارلا لوسيرو أيلين كريسبو أزكونزابال      | كونستانزا فيغا كارولينا ألفيس آنا مادكورد ناتالي كوراتا                  |
| 4 أغسطس  | سانتا في، الأرجنتين ملعب ترابي $10،000 قرعة المباريات الفردية والزوجية                                         | آنا فيكتوريا جوببي مونلاو غوادالوبي بيريز روجاس 6–3، 6–2 | فرناندا بريتو كاميلا سيلفا              | كارلا لوسيرو أيلين كريسبو أزكونزابال      | كونستانزا فيغا كارولينا ألفيس آنا مادكورد ناتالي كوراتا                  |
| 4 أغسطس  | فيينا، النمسا ملعب ترابي $10،000 قرعة المباريات الفردية والزوجية                                               | لورا بوس تيو 6–7(6–8)، 6–3، 6–1                          | غابرييلا بانتوتشكوفا                    | أليس بالدوتشي لينكا جريكوفا               | أليس سافورتي كارين مورغوشوفا ديانا شوموفا كاترينا كرامبيروفا             |
| 4 أغسطس  | فيينا، النمسا ملعب ترابي $10،000 قرعة المباريات الفردية والزوجية                                               | أليس بالدوتشي أليس سافورتي 7–5، 6–0                      | كريستينا هربالوفا تيريزا ياناتوفا       | أليس بالدوتشي لينكا جريكوفا               | أليس سافورتي كارين مورغوشوفا ديانا شوموفا كاترينا كرامبيروفا             |
| 4 أغسطس  | شرم الشيخ، مصر ملعب صلب $10،000 قرعة المباريات الفردية والزوجية                                                | فاليريا ستراخوفا 6–4، 6–1                                | فوجسلافا لوكيتش                         | سوجانيا بافيسيتي هارييت دارت              | إيلينا-تيودورا كادار بولين باييت وو هو-تشينغ يفون كافالي رييمرز          |
| 4 أغسطس  | شرم الشيخ، مصر ملعب صلب $10،000 قرعة المباريات الفردية والزوجية                                                | فوجسلافا لوكيتش هاين اوجاتا 6–4، 6–2                     | هارييت دارت كلوديا ويليامز              | سوجانيا بافيسيتي هارييت دارت              | إيلينا-تيودورا كادار بولين باييت وو هو-تشينغ يفون كافالي رييمرز          |
| 4 أغسطس  | تلافي، جورجيا ملعب ترابي $10،000 قرعة المباريات الفردية والزوجية                                               | ألونا فومينا 6–4، 6–2                                    | ساراي ستيرينباخ                         | آني أميراغيان أناستازيا فدوفينكو          | الهند ماجن لينكا وينروفا دانييلا تشوبانو مريم بولكفادزه                  |
| 4 أغسطس  | تلافي، جورجيا ملعب ترابي $10،000 قرعة المباريات الفردية والزوجية                                               | آغني تشبليتي جوستينا ميكولسكيت 6–1، 7–5                  | الهند ماجن لينكا وينروفا                | آني أميراغيان أناستازيا فدوفينكو          | الهند ماجن لينكا وينروفا دانييلا تشوبانو مريم بولكفادزه                  |
| 4 أغسطس  | بنغالور، الهند ملعب صلب $10،000 قرعة المباريات الفردية والزوجية                                                | شو تشينغ ون 6–4، 6–4                                     | فاطمة النبهاني                          | برارتانا ثومبار ريشيكا سانكارا            | ساي سامهيثا تشامارثي شارمادا بالو سري بيدي ريدي نيدي تشيلومولا           |
| 4 أغسطس  | بنغالور، الهند ملعب صلب $10،000 قرعة المباريات الفردية والزوجية                                                | شارمادا بالو برارتانا ثومبار 6–4، 0–6، [10–6]            | شو تشينغ ون ناتاشا بالها                | برارتانا ثومبار ريشيكا سانكارا            | ساي سامهيثا تشامارثي شارمادا بالو سري بيدي ريدي نيدي تشيلومولا           |
| 4 أغسطس  | أستانا، كازاخستان ملعب صلب $10،000 قرعة المباريات الفردية والزوجية                                             | أليونا سوتنيكوفا 6–4، 6–0                                | آنا شكودون                              | أولغا يانتشوك يفجينييا باشكوفا            | آنا جريجوريان يكاتيرينا ياشينا فلادا إكسيباروفا يوليا بريزغالوفا         |
| 4 أغسطس  | أستانا، كازاخستان ملعب صلب $10،000 قرعة المباريات الفردية والزوجية                                             | كسينيا ألكان يكاتيرينا ياشينا 7–5، 6–3                   | يوديس تشونغ آنا جريجوريان               | أولغا يانتشوك يفجينييا باشكوفا            | آنا جريجوريان يكاتيرينا ياشينا فلادا إكسيباروفا يوليا بريزغالوفا         |
| 4 أغسطس  | أراد، رومانيا ملعب ترابي $10،000 قرعة المباريات الفردية والزوجية نسخة محفوظة 2014-08-19 على موقع واي باك مشين. | نيكوليتا-كاتالينا داسكالو 6–3، 6–3                       | ديانا بوزيان                            | باتريسيا ماريا تيغ لينا جيورشيسكا         | رالوكا إيلينا بلاتون أغنيس ساتماري إيرينا ماريا بارا سيمونا أيونيسكو     |
| 4 أغسطس  | أراد، رومانيا ملعب ترابي $10،000 قرعة المباريات الفردية والزوجية نسخة محفوظة 2014-08-19 على موقع واي باك مشين. | إيرينا ماريا بارا ديانا بوزيان 4–6، 7–5، [10–6]          | لينا جيورشيسكا كامليا هريستيا           | باتريسيا ماريا تيغ لينا جيورشيسكا         | رالوكا إيلينا بلاتون أغنيس ساتماري إيرينا ماريا بارا سيمونا أيونيسكو     |
| 4 أغسطس  | زاييتشار، صربيا ملعب ترابي $10،000 قرعة المباريات الفردية والزوجية                                             | ناتاليا كوستيتش 6–2، 6–1                                 | إليزافيتا إيانشوك                       | إيما بوليتش ألكسندرا نانكاراو             | ديانا رادانوفيتش أنيتا هوساريتش دونيا ستامينكوفيتش كريستينا أداميسكو     |
| 4 أغسطس  | زاييتشار، صربيا ملعب ترابي $10،000 قرعة المباريات الفردية والزوجية                                             | إليزافيتا إيانشوك ناتاليا كوستيتش 6–3، 7–5               | ألكسندرا نانكاراو باربورا شتيفكوفا      | إيما بوليتش ألكسندرا نانكاراو             | ديانا رادانوفيتش أنيتا هوساريتش دونيا ستامينكوفيتش كريستينا أداميسكو     |
| 4 أغسطس  | نوتنغهام، المملكة المتحدة ملعب صلب $10،000 قرعة المباريات الفردية والزوجية                                     | ماري تاناكا 6–3، 6–4                                     | ماي مينوكوشي                            | إيمي بوتل إميلي أربوثنوت                  | إيدن سيلفا جازماي درو مانشا فوستر كاتي بولتر                             |
| 4 أغسطس  | نوتنغهام، المملكة المتحدة ملعب صلب $10،000 قرعة المباريات الفردية والزوجية                                     | أليسون باي ماري تاناكا 6–4، 6–3                          | كاتي بولتر فريا كريستي                  | إيمي بوتل إميلي أربوثنوت                  | إيدن سيلفا جازماي درو مانشا فوستر كاتي بولتر                             |
| 11 أغسطس | سيجوروس بوليفار أوبن بوغوتا بوغوتا، كولومبيا ملعب ترابي 100٬000 دولار +H فردي – زوجي                           | لارا أروابارينا 6–1، 6–3                                 | يوهانا لارسون                           | ماريانا دوكي مارينو لورديس دومينغيز لينو  | باتريسيا ماير أخلايتنر إليتسا كوستوفا ماريا إيروغيين تادجا ماجريتش       |
| 11 أغسطس | سيجوروس بوليفار أوبن بوغوتا بوغوتا، كولومبيا ملعب ترابي 100٬000 دولار +H فردي – زوجي                           | لارا أروابارينا فلورنسيا مولينيرو 6–2، 6–0               | ميلاني كلافنير باتريسيا ماير أخلايتنر   | ماريانا دوكي مارينو لورديس دومينغيز لينو  | باتريسيا ماير أخلايتنر إليتسا كوستوفا ماريا إيروغيين تادجا ماجريتش       |
| 11 أغسطس | ويستيندي، بلجيكا ملعب صلب 25٬000 دولار قرعة المباريات الفردية والزوجية                                         | سارا سوريبس تورمو 2–6، 0–6                               | يساليني بونافنتور                       | Sofiya Kovalets ريبيكا بيترسون            | ميرتل جورج Kateřina Vaňková مارينا ميلنيكوفا يفجينيا رودينا              |
| 11 أغسطس | ويستيندي، بلجيكا ملعب صلب 25٬000 دولار قرعة المباريات الفردية والزوجية                                         | يساليني بونافنتور اليسي ميرتنز 2–6، 2–6                  | مارينا ميلنيكوفا يفجينيا رودينا         | Sofiya Kovalets ريبيكا بيترسون            | ميرتل جورج Kateřina Vaňková مارينا ميلنيكوفا يفجينيا رودينا              |
| 11 أغسطس | Aegon GB Pro-Series Foxhills ووكينغ، المملكة المتحدة ملعب صلب 25000 دولار قرعة المباريات الفردية والزوجية      | مارتا سيروتكينا 5–7، 3–6                                 | آنا بوغدان                              | يوليا بيجيلزيمير أليكساندرا ساسنوفيتش     | ماندي مينلا جوستينا ججيولكا Quirine Lemoine آنا فرلجيتش                  |
| 11 أغسطس | Aegon GB Pro-Series Foxhills ووكينغ، المملكة المتحدة ملعب صلب 25000 دولار قرعة المباريات الفردية والزوجية      | Yumi Miyazaki ماري تاناكا 2–6، 5–7                       | أليس ماتيوكسي ديسبينا باباميتشايل       | يوليا بيجيلزيمير أليكساندرا ساسنوفيتش     | ماندي مينلا جوستينا ججيولكا Quirine Lemoine آنا فرلجيتش                  |
| 11 أغسطس | لايبزيغ، ألمانيا ملعب ترابي 15000 دولار قرعة المباريات الفردية والزوجية                                        | ريبيكا سرامكوفا 4–6، 6–3، 2–6                            | Petra Uberalová                         | باتريسيا ماريا تيغ Ema Mikulčić           | كوني بيرين فيكتوريا بوثيو فيكتوريا توموفا Jesika Malečková               |
| 11 أغسطس | لايبزيغ، ألمانيا ملعب ترابي 15000 دولار قرعة المباريات الفردية والزوجية                                        | Olga Doroshina كوني بيرين 5–7، 4–6                       | Diana Bogoliy Polina Leykina            | باتريسيا ماريا تيغ Ema Mikulčić           | كوني بيرين فيكتوريا بوثيو فيكتوريا توموفا Jesika Malečková               |
| 11 أغسطس | El Trébol، الأرجنتين ملعب ترابي 10000 دولار قرعة المباريات الفردية والزوجية                                    | كونستانزا فيغا 6–1، 6–7(0–7)، 6–2                        | ميلينا فيريرو                           | ناثالي كوراتا خولييتا لارا إستيبل         | بيرتا بوناردي كارلا لوسيرو غابرييلا فيريريرا سانابريا إيفانيا مارتينيتش  |
| 11 أغسطس | El Trébol، الأرجنتين ملعب ترابي 10000 دولار قرعة المباريات الفردية والزوجية                                    | خولييتا لارا إستيبل ميلينا فيريرو 7–5، 6–4               | آنا فيكتوريا غوبّي مونلاو كونستانزا فيغا | ناثالي كوراتا خولييتا لارا إستيبل         | بيرتا بوناردي كارلا لوسيرو غابرييلا فيريريرا سانابريا إيفانيا مارتينيتش  |
| 11 أغسطس | إنسبروك، النمسا ملعب ترابي $10،000 قرعة المباريات الفردية والزوجية                                             | إيفا ميكوفيتش 2–6، 6–2، 6–1                              | مارتينا تريفيسان                        | لورا بوس تيو إيزابيلا شنيكوفا             | ديانا شوموفا كارلا تولي جانينا تولين كاميلا روساتيلو                     |
| 11 أغسطس | إنسبروك، النمسا ملعب ترابي $10،000 قرعة المباريات الفردية والزوجية                                             | زوزانا ماكييفسكا كاميلا روساتيلو 6–2، 6–2                | إيزابيلا شنيكوفا جوليا ستاماتوفا        | لورا بوس تيو إيزابيلا شنيكوفا             | ديانا شوموفا كارلا تولي جانينا تولين كاميلا روساتيلو                     |
| 11 أغسطس | برتشكو، البوسنة والهرسك ملعب ترابي $10،000 قرعة المباريات الفردية والزوجية                                     | غابرييلا بانتو تشكوفا 6–7(5–7)، 7–6(8–6)، 6–3            | باربورا شتيفكوفا                        | نينا أليباليك كارين مورغوشوفا             | آنا أوبارنوفيتش كاترينا آداموفيتش أنستاسيا روداكوفا لينا غيورشيسكا       |
| 11 أغسطس | برتشكو، البوسنة والهرسك ملعب ترابي $10،000 قرعة المباريات الفردية والزوجية                                     | إما برجيتش بوكو أنيتا هوساريتش 6–1، 6–4                  | إينا كوفينجر ناتالي نوفوتنا             | نينا أليباليك كارين مورغوشوفا             | آنا أوبارنوفيتش كاترينا آداموفيتش أنستاسيا روداكوفا لينا غيورشيسكا       |
| 11 أغسطس | شرم الشيخ، مصر ملعب صلب $10،000 قرعة المباريات الفردية والزوجية                                                | فاليريا ستراكوفا 6–3، 6–3                                | هارييت دارت                             | آبي مايرز سارا أوتومانو                   | إلينا-تيودورا كادار جيورجيانا روهريج ديانا نيجريانو فوجسلافا لوكيتش      |
| 11 أغسطس | شرم الشيخ، مصر ملعب صلب $10،000 قرعة المباريات الفردية والزوجية                                                | هارييت دارت آنا مورجينا 6–2، 6–1                         | آبي مايرز جيورجيانا روهريج              | آبي مايرز سارا أوتومانو                   | إلينا-تيودورا كادار جيورجيانا روهريج ديانا نيجريانو فوجسلافا لوكيتش      |
| 11 أغسطس | تلفي، جورجيا ملعب ترابي $10،000 قرعة المباريات الفردية والزوجية                                                | أناستاسيا جاسانوفا 6–3، 6–3                              | دانييلا تشيوبانو                        | إنديا ماجن كريستينا شاكوفيتس              | ألكساندريا ستيتلر ألونا فومينا آني أميراغيان ساري ستيرنباخ               |
| 11 أغسطس | تلفي، جورجيا ملعب ترابي $10،000 قرعة المباريات الفردية والزوجية                                                | ألونا فومينا كريستينا شاكوفيتس 6–4، 4–6، [10–7]          | آني أميراغيان مارغريتا لازاريفا         | إنديا ماجن كريستينا شاكوفيتس              | ألكساندريا ستيتلر ألونا فومينا آني أميراغيان ساري ستيرنباخ               |
| 11 أغسطس | إسطنبول، تركيا ملعب صلب $10،000 قرعة المباريات الفردية والزوجية                                                | يانغ زاوكسوان 7–6(7–4)، 6–1                              | ايبك سويلو                              | جاو شينيو ليندا برينكوفيك                 | كسينيا ألكان بيا كونينغ وانغ يان ميليس سيزر                              |
| 11 أغسطس | إسطنبول، تركيا ملعب صلب $10،000 قرعة المباريات الفردية والزوجية                                                | وانغ يان يو إكسياودي Walkover                            | جاو شينيو يانغ زاوكسوان                 | جاو شينيو ليندا برينكوفيك                 | كسينيا ألكان بيا كونينغ وانغ يان ميليس سيزر                              |
| 18 أغسطس | وينيبيغ، كندا ملعب صلب $25٬000 قرعة المباريات الفردية والزوجية                                                 | باتريسيا ماير أخلايتنر 6–2، 6–2                          | مايو هيبي                               | ناديا جيلكريست إيزابيل والاس              | ألكسندرا ستيفنسون شارلوت روبيلارد-ميلليت كارول تشاو كاتي بولتر           |
| 18 أغسطس | وينيبيغ، كندا ملعب صلب $25٬000 قرعة المباريات الفردية والزوجية                                                 | روزي جوهانسون شارلوت بيتريك 6–3، 6–3                     | ماريا فرناندا ألفيس أناميكا بهارجافا    | ناديا جيلكريست إيزابيل والاس              | ألكسندرا ستيفنسون شارلوت روبيلارد-ميلليت كارول تشاو كاتي بولتر           |
| 18 أغسطس | سانت بطرسبرغ، روسيا ملعب ترابي $25٬000+H قرعة المباريات الفردية والزوجية                                       | بيمرا أوزجن 6–1، 7–5                                     | إما ميكولتشيتش                          | فيتاليا دياتشينكو فالنتينا إيفاكنينكو     | فاليريا سولوفيفا ماريا مارفوتينا أليونا سوتنيكوفا كرمن إيلونا            |
| 18 أغسطس | سانت بطرسبرغ، روسيا ملعب ترابي $25٬000+H قرعة المباريات الفردية والزوجية                                       | فيتاليا دياتشينكو كرمن إيلونا 6–1، 6–3                   | ناتيلا دزالاميدزه أناستازيا بيفوفاروفا  | فيتاليا دياتشينكو فالنتينا إيفاكنينكو     | فاليريا سولوفيفا ماريا مارفوتينا أليونا سوتنيكوفا كرمن إيلونا            |
| 18 أغسطس | وانفرسي باليت، بلجيكا ملعب ترابي $15٬000 قرعة المباريات الفردية والزوجية                                       | هيلدا ميلاندر 3–6، 6–3، 6–2                              | صوفي أوين                               | ألكسندرا كوراشفيلي دليلا ياكوبوفيتش       | كلارتجي ليبنس دينيز خزانيوك تاتيانا بوا إيرينا خروماتشيفا                |
| 18 أغسطس | وانفرسي باليت، بلجيكا ملعب ترابي $15٬000 قرعة المباريات الفردية والزوجية                                       | اليسي ميرتنز ديمي شورس 2–6، 3–6                          | تاتيانا بوا دانييلا سيغيل               | ألكسندرا كوراشفيلي دليلا ياكوبوفيتش       | كلارتجي ليبنس دينيز خزانيوك تاتيانا بوا إيرينا خروماتشيفا                |
| 18 أغسطس | براونشفايغ (مدينة)، ألمانيا ملعب ترابي $15،000 قرعة المباريات الفردية والزوجية                                 | أنطونيا لوتنير 3–6، 3–6                                  | كوني بيرين                              | أولجا سايز لارا برنيلا منديسوفا           | ماجدالينا فريتش بولينا ليكينا بترا كرجسوفا شارلوت كلاسن                  |
| 18 أغسطس | براونشفايغ (مدينة)، ألمانيا ملعب ترابي $15،000 قرعة المباريات الفردية والزوجية                                 | كوني بيرين شانيل سيموندز 0–6، 3–6                        | بولينا ليكينا إيزابيلا شنيكوفا          | أولجا سايز لارا برنيلا منديسوفا           | ماجدالينا فريتش بولينا ليكينا بترا كرجسوفا شارلوت كلاسن                  |
| 18 أغسطس | فينكوفسي، كرواتيا ملعب ترابي $10،000 قرعة المباريات الفردية والزوجية                                           | جابرييلا بانوتشكوفا 4–6، 6–3، 3–6                        | إيفا ميكوفيتش                           | أدرييانا ليكاي بولونا ريبيرشاك            | آنا ماريا هيل ليلا بارزو كاتارينا سترشناكوفا ديانا رادانوفيتش            |
| 18 أغسطس | فينكوفسي، كرواتيا ملعب ترابي $10،000 قرعة المباريات الفردية والزوجية                                           | يانا فيت أدرييانا ليكاي 5–7، 3–6                         | ليلا بارزو أغنس بوكته                   | أدرييانا ليكاي بولونا ريبيرشاك            | آنا ماريا هيل ليلا بارزو كاتارينا سترشناكوفا ديانا رادانوفيتش            |
| 18 أغسطس | شرم الشيخ، مصر ملعب صلب $10،000 قرعة المباريات الفردية والزوجية                                                | آبي مايرز 0–6، 3–6، 6–3                                  | لي ييكسوان                              | علا أبو ذكري كلوديا ويليامز               | إلينا-تيودورا كادار ماريا جواو كوهلر ماريا مارتينيز مارتينيز بولين باييت |
| 18 أغسطس | شرم الشيخ، مصر ملعب صلب $10،000 قرعة المباريات الفردية والزوجية                                                | آبي مايرز كلوديا ويليامز 6–0، 4–6، [10–5]                | بريت جوكنز ياسمين لادورنر               | علا أبو ذكري كلوديا ويليامز               | إلينا-تيودورا كادار ماريا جواو كوهلر ماريا مارتينيز مارتينيز بولين باييت |
| 18 أغسطس | دوينو اوريسينا، إيطاليا ملعب ترابي $10،000 قرعة المباريات الفردية والزوجية                                     | بيانكا توراتي 1–6، 6–1، 7–6(9–7)                         | إيفا بريموراك                           | باربارا هاس فاندا لوكاش                   | أنجيلا لويرز أليس سافورتي دونيا ستامنكوفيتش آنا كورزينياك                |
| 18 أغسطس | دوينو اوريسينا، إيطاليا ملعب ترابي $10،000 قرعة المباريات الفردية والزوجية                                     | ديبورا كييسا فرانشيسكا سيجاريلي 7–6(7–3)، 6–2            | ألكسندرا نانكارو ناعومي توتكا           | باربارا هاس فاندا لوكاش                   | أنجيلا لويرز أليس سافورتي دونيا ستامنكوفيتش آنا كورزينياك                |
| 18 أغسطس | شاطئ روساريتو، المكسيك ملعب صلب $10،000 قرعة المباريات الفردية والزوجية                                        | فيكتوريا رودريغيز 6–3، 6–1                               | مارسيلا زكرياس                          | نيكا كوخارتشوك آنا بولا نيفا دي لوس رييوس | ألكسندرا سيركون أياكا أوكونو كيرستين-أندريا ويدون يولاند ليكوك           |
| 18 أغسطس | شاطئ روساريتو، المكسيك ملعب صلب $10،000 قرعة المباريات الفردية والزوجية                                        | فيكتوريا رودريغيز مارسيلا زكرياس 6–4، 6–1                | ألكسندرا سيركون أليكسا جواراشي          | نيكا كوخارتشوك آنا بولا نيفا دي لوس رييوس | ألكسندرا سيركون أياكا أوكونو كيرستين-أندريا ويدون يولاند ليكوك           |
| 18 أغسطس | أولدنزال، هولندا ملعب ترابي $10،000 قرعة المباريات الفردية والزوجية                                            | ستيفي ديستلمنز 5–7، 6–3، 7–6(7–5)                        | ميلاني ستوك                             | ديانا شوموفا ماندي واجيمكير               | جانكا ويككرنك يانا مورديرغر ألينا سيليتش تايسيا مورديرغر                 |
| 18 أغسطس | أولدنزال، هولندا ملعب ترابي $10،000 قرعة المباريات الفردية والزوجية                                            | أليسون باي لو جياجينغ 3–6، 6–4، [10–6]                   | إلين بويكينس جاني شيبينس                | ديانا شوموفا ماندي واجيمكير               | جانكا ويككرنك يانا مورديرغر ألينا سيليتش تايسيا مورديرغر                 |
| 18 أغسطس | بوخارست، رومانيا ملعب ترابي $10،000 قرعة المباريات الفردية والزوجية                                            | كريستينا ستانكو 6–4، 3–6، 6–2                            | غابرييلا تالابا                         | إيرينا ماريا بارا جورجيا بينتو            | سيمونا يونسكو أوانا جورجيتا سيميوني رالوكا إيلينا بلاتون غابرييلا دوكا   |
| 18 أغسطس | بوخارست، رومانيا ملعب ترابي $10،000 قرعة المباريات الفردية والزوجية                                            | رالوك إيلينا بلاتون كريستينا ستانكو 6–1، 6–1             | كاميليا هريستيا أوانا جورجيتا سيميون    | إيرينا ماريا بارا جورجيا بينتو            | سيمونا يونسكو أوانا جورجيتا سيميوني رالوكا إيلينا بلاتون غابرييلا دوكا   |
| 18 أغسطس | أنطاليا، تركيا ملعب صلب $10،000 قرعة المباريات الفردية والزوجية                                                | كلوثيلد دي برناردي 6–4، 2–6، 6–3                         | ايبك سويلو                              | يانغ زاوكسوان جانينا تولين                | ألونا فومينا أنتونينا ليساكوفا أولغا فريدمان أيلا أكسو                   |
| 18 أغسطس | أنطاليا، تركيا ملعب صلب $10،000 قرعة المباريات الفردية والزوجية                                                | نيكول كولي تينا طهراني 6–1، 6–4                          | ديبورا كروتشاني فرانشيسكا بالمجيانو     | يانغ زاوكسوان جانينا تولين                | ألونا فومينا أنتونينا ليساكوفا أولغا فريدمان أيلا أكسو                   |
| 25 أغسطس | فلوروس، بلجيكا ملعب ترابي $25،000 قرعة المباريات الفردية والزوجية                                              | كريستينا كوكوفا 6–3، 6–4                                 | يفجينيا رودينا                          | مارينا ميلنيكوفا لوسيا سيرفيرا فاسكيز     | كارتجي ليبنز ستيفاني فريتز لو جياجينغ اليسي ميرتنز                       |
| 25 أغسطس | فلوروس، بلجيكا ملعب ترابي $25،000 قرعة المباريات الفردية والزوجية                                              | أرانتشا روس ديمي شورس 6–4، 6–1                           | هيلدا ميلاندر مارينا ميلنيكوفا          | مارينا ميلنيكوفا لوسيا سيرفيرا فاسكيز     | كارتجي ليبنز ستيفاني فريتز لو جياجينغ اليسي ميرتنز                       |
| 25 أغسطس | تسكوبا، اليابان ملعب صلب $25،000 قرعة المباريات الفردية والزوجية                                               | جونري ناميجاتا 6–0، 7–6(7–3)                             | تشانغ كاي تشن                           | فاراتشايا وونجتينتشاي ناو هيبينو          | تامارين تاناسوجارن هسو تشيه يو هان زينيون ريكا فوجيوارا                  |
| 25 أغسطس | تسكوبا، اليابان ملعب صلب $25،000 قرعة المباريات الفردية والزوجية                                               | هان زينيون تشانغ كيلين 6–4، 6–4                          | نيشا ليرتبيتاكسينتشاي بينجتارن بليبويتش | فاراتشايا وونجتينتشاي ناو هيبينو          | تامارين تاناسوجارن هسو تشيه يو هان زينيون ريكا فوجيوارا                  |
| 25 أغسطس | مامايا، رومانيا ملعب ترابي $25،000 قرعة المباريات الفردية والزوجية                                             | أندريا ميتو 6–2، 6–4                                     | تيريزا مارتينكوفا                       | ألبرتا بريانتي غرابيلا تالابا             | فيكتوريا توموفا إيرينا ماريا بارا سيمونا يونيسكو دايانا نيجريانو         |
| 25 أغسطس | مامايا، رومانيا ملعب ترابي $25،000 قرعة المباريات الفردية والزوجية                                             | إيرينا ماريا بارا أندريا ميتو 6–4، 6–1                   | جورجيا أندريا كرتشون باتريسيا ماريا تيغ | ألبرتا بريانتي غرابيلا تالابا             | فيكتوريا توموفا إيرينا ماريا بارا سيمونا يونيسكو دايانا نيجريانو         |
| 25 أغسطس | بانياتيكا، إيطاليا ملعب ترابي $15،000 قرعة المباريات الفردية والزوجية                                          | كوني بيرين 6–3، 7–5                                      | أناستازيا جريمالسكا                     | زوزانا زلوتشوفا ماريا إلينا كاميرين       | مارتينا تريفيسان فاندا لوكاش إيكاترين جورجودزي إيفا ميكوفيتش             |
| 25 أغسطس | بانياتيكا، إيطاليا ملعب ترابي $15،000 قرعة المباريات الفردية والزوجية                                          | أناستازيا جريمالسكا كوني بيرين 7–5، 3–6، [10–8]          | مانو أركانجيولي زوزانا زلوتشوفا         | زوزانا زلوتشوفا ماريا إلينا كاميرين       | مارتينا تريفيسان فاندا لوكاش إيكاترين جورجودزي إيفا ميكوفيتش             |
| 25 أغسطس | بيرتسشاخ، النمسا ملعب ترابي $10،000 قرعة المباريات الفردية والزوجية                                            | بيا كونينغ 6–3، 4–6، 7–5                                 | باربارا هاس                             | أدريجانا ليكاج لينا ريشيل                 | سيلفيا نجيريتش كارين مورغوشوفا ميلاني ستوك شانتال شكاملوفا               |
| 25 أغسطس | بيرتسشاخ، النمسا ملعب ترابي $10،000 قرعة المباريات الفردية والزوجية                                            | أدريجانا ليكاج سيلفيا نجيريتش 6–1، 6–7(5–7)، [10–4]      | زوزانا لوكناروفا كارين مورغوشوفا        | أدريجانا ليكاج لينا ريشيل                 | سيلفيا نجيريتش كارين مورغوشوفا ميلاني ستوك شانتال شكاملوفا               |
| 25 أغسطس | أوسترافا، تشيكيا ملعب ترابي $10،000 قرعة المباريات الفردية والزوجية                                            | جانب فيت 6–4، 6–3                                        | لينكا كونيتشيكوفا                       | نينا هولانوفا كاترينا كامينكوفا           | دومينيكا باتروفا هانا بيكتوروفا جيسيكا ماليتشكوفا فيرونيكا كولاروفا      |
| 25 أغسطس | أوسترافا، تشيكيا ملعب ترابي $10،000 قرعة المباريات الفردية والزوجية                                            | لينكا كونشيكوفا كارولينا ستوخلا 4–6، 6–2، [10–7]         | مارينا كولب نادييا كولب                 | نينا هولانوفا كاترينا كامينكوفا           | دومينيكا باتروفا هانا بيكتوروفا جيسيكا ماليتشكوفا فيرونيكا كولاروفا      |
| 25 أغسطس | كيتو، الإكوادور ملعب ترابي $10،000 قرعة المباريات الفردية والزوجية                                             | أندريا كوخ بنفنوتو 6–3، 6–4                              | صوفيا بلانكو                            | آنا بروجان نويليا زيبالوس                 | كارلا لوسيرو ماريا بولينا بيريز فرناندا بريتو ناتالي كوراتا              |
| 25 أغسطس | كيتو، الإكوادور ملعب ترابي $10،000 قرعة المباريات الفردية والزوجية                                             | ماريا بولينا بيريز باولا أندريا بيريز 7–5، 7–6(7–5)      | ناتالي كوراتا إدواردا بياي              | آنا بروجان نويليا زيبالوس                 | كارلا لوسيرو ماريا بولينا بيريز فرناندا بريتو ناتالي كوراتا              |
| 25 أغسطس | شرم الشيخ، مصر ملعب صلب $10،000 قرعة المباريات الفردية والزوجية                                                | علا أبو ذكري 7–6(7–3)، 6–4                               | سارة أوتمانو                            | آنا مورجينا جوليا بروتزوني                | أنيت مونوزوفا غاي آو ريشيكا سانكارا ماريا جواو كوهلر                     |
| 25 أغسطس | شرم الشيخ، مصر ملعب صلب $10،000 قرعة المباريات الفردية والزوجية                                                | آنا مورجينا ميشيل سامونز 6–2، 6–1                        | جوليا بروتزوني ريشيكا سانكارا           | آنا مورجينا جوليا بروتزوني                | أنيت مونوزوفا غاي آو ريشيكا سانكارا ماريا جواو كوهلر                     |
| 25 أغسطس | سان لويس بوتوسي، المكسيك ملعب صلب $10،000 قرعة المباريات الفردية والزوجية                                      | مارسيلا زكرياس 6–3، 3–6، 6–1                             | لورين إمبري                             | فيكتوريا رودريغيز ألكسندرا سيركوني        | جيسيكا فايللا دانييل ميلز كارولينا بيتانكورت أياكا أوكونو                |
| 25 أغسطس | سان لويس بوتوسي، المكسيك ملعب صلب $10،000 قرعة المباريات الفردية والزوجية                                      | فيكتوريا رودريغيز مارسيلا زكرياس 6–1، 5–7، [10–8]        | إيرين كلارك أياكا أوكونو                | فيكتوريا رودريغيز ألكسندرا سيركوني        | جيسيكا فايللا دانييل ميلز كارولينا بيتانكورت أياكا أوكونو                |
| 25 أغسطس | روتردام، هولندا ملعب ترابي $10،000 قرعة المباريات الفردية والزوجية                                             | كوينين ليموين 6–3، 3–6، 6–2                              | أولغا سايز لارا                         | فالنتيني جراماتيكوبولو ديانا شوموفا       | ألينا سيليتش نيكولا جوير يانيكي ويكيرينك إنجر فان دييكمان                |
| 25 أغسطس | روتردام، هولندا ملعب ترابي $10،000 قرعة المباريات الفردية والزوجية                                             | أليسون باي كورنيليا ليستر 7–5، 6–4                       | براندي مينا جيني شيبينس                 | فالنتيني جراماتيكوبولو ديانا شوموفا       | ألينا سيليتش نيكولا جوير يانيكي ويكيرينك إنجر فان دييكمان                |
| 25 أغسطس | تتارستان أوبن قازان، روسيا ملعب صلب $10،000 قرعة المباريات الفردية والزوجية                                    | ناتيلا دزالاميدزه 6–2، 6–2                               | مارتا بايجينا                           | فيكتوريا كامنسكايا فاليريا أورجوموفا      | صوفيا سميجينا بولينا بيخوفا ايكاترينا بوشكاريفا شهلو سايدوفا             |
| 25 أغسطس | تتارستان أوبن قازان، روسيا ملعب صلب $10،000 قرعة المباريات الفردية والزوجية                                    | ناتيلا دزالاميدزه أليونا تاراسوفا 6–1، 6–1               | كسينيا بيكير أناستازيا فرولوفا          | فيكتوريا كامنسكايا فاليريا أورجوموفا      | صوفيا سميجينا بولينا بيخوفا ايكاترينا بوشكاريفا شهلو سايدوفا             |
| 25 أغسطس | يونغوول، كوريا الجنوبية ملعب صلب $10،000 قرعة المباريات الفردية والزوجية                                       | تشي جي-هي 6–3، 6–4                                       | تشانغ يوكسوان                           | لي جين-آ ليو تشانغ                        | كيم دا-هاي ليانغ تشن لي سو را كيم نا ري                                  |
| 25 أغسطس | يونغوول، كوريا الجنوبية ملعب صلب $10،000 قرعة المباريات الفردية والزوجية                                       | كيم نا ري لي هيه مين 6–4، 4–6، [9–11]                    | هونج سيونغ يون كانج سيو كيونغ           | لي جين-آ ليو تشانغ                        | كيم دا-هاي ليانغ تشن لي سو را كيم نا ري                                  |
| 25 أغسطس | كاسلانو، سويسرا ملعب ترابي $10،000 قرعة المباريات الفردية والزوجية                                             | ليزا سابينو 5–7، 0–6، 6–4                                | جورجيا بريشيا                           | ألكسندرا نانكارو مارجو ديغوستيني          | تاتيانا بيري كارين كينيل ستيفانيا روبيني إيفا واكانو                     |
| 25 أغسطس | كاسلانو، سويسرا ملعب ترابي $10،000 قرعة المباريات الفردية والزوجية                                             | ألكسندرا نانكارو إيفا واكانو 3–6، 0–6                    | أنجليكا موراتيلي ليزا سابينو            | ألكسندرا نانكارو مارجو ديغوستيني          | تاتيانا بيري كارين كينيل ستيفانيا روبيني إيفا واكانو                     |
| 25 أغسطس | أنطاليا، تركيا ملعب صلب $10،000 قرعة المباريات الفردية والزوجية                                                | فاليريا بروسبرى 1–6، 2–6                                 | آنا شكودون                              | يانغ زاوكسوان يومي ناكانو                 | إيما لين فانجا كلاريتش وانغ يان نيكول كولي                               |
| 25 أغسطس | أنطاليا، تركيا ملعب صلب $10،000 قرعة المباريات الفردية والزوجية                                                | ألونا فومينا كريستينا شاكوفيتس 1–6، 3–6                  | وانغ يان يانغ زاوكسوان                  | يانغ زاوكسوان يومي ناكانو                 | إيما لين فانجا كلاريتش وانغ يان نيكول كولي                               |

### سبتمبر
| الأسبوع   | البطولة | الفائزات                                                  | الوصيفات                                          | المتأهلات لنصف النهائي                           | المتأهلات لربع النهائي                                                         |
| --------- | --- | --------------------------------------------------------- | ------------------------------------------------- | ------------------------------------------------ | ------------------------------------------------------------------------------ |
| 1 سبتمبر  | نوتو، اليابان أرضية عشب صناعي $25000 قرعة المباريات الفردية والزوجية                                                              | تامارين تاناسوجارن 0–6، 4–6                               | لي يا-هسوان                                       | دوروتيجا إريتش هان نا-لاي                        | مونيك أدامكزاك فاراتشايا وونجتينتشاي ميكي ميامرا ماري تاناكا                   |
| 1 سبتمبر  | نوتو، اليابان أرضية عشب صناعي $25000 قرعة المباريات الفردية والزوجية                                                              | ميابي إينو ريكو ساوياناجي 3–6، 6–7(2–7)                   | ميكي ميامرا تشيهيرو نونومي                        | دوروتيجا إريتش هان نا-لاي                        | مونيك أدامكزاك فاراتشايا وونجتينتشاي ميكي ميامرا ماري تاناكا                   |
| 1 سبتمبر  | TEAN International ألفن آن دن راين، هولندا ملعب ترابي $25000 قرعة المباريات الفردية والزوجية                                      | دينيشا أليرتوفا 3–6، انسحاب                               | تيليانا بيريرا                                    | ريتشل هوجينكامب ديناه بفيزينماير                 | سارا سوريبس تورمو إيرينا خروماتشيفا ميرتل جورج إيكاترين جورجودزي               |
| 1 سبتمبر  | TEAN International ألفن آن دن راين، هولندا ملعب ترابي $25000 قرعة المباريات الفردية والزوجية                                      | ريبيكا بيترسون إيفا واكانو 6–4، 6–4                       | ريتشل هوجينكامب ليزلي كيرخوف                      | ريتشل هوجينكامب ديناه بفيزينماير                 | سارا سوريبس تورمو إيرينا خروماتشيفا ميرتل جورج إيكاترين جورجودزي               |
| 1 سبتمبر  | موسكو، روسيا ملعب ترابي $25،000 قرعة المباريات الفردية والزوجية                                                                   | يفجينيا رودينا 7–6(7–2)، 6–1                              | زينيا كنول                                        | كسينيا ألكان مارينا ميلنيكوفا                    | أناستاسيا فاسيليفا بولينا فينوغرادوفا فيكتوريا كامينسكايا فيتاليا دياتشينكو    |
| 1 سبتمبر  | موسكو، روسيا ملعب ترابي $25،000 قرعة المباريات الفردية والزوجية                                                                   | آنا دانيلينا زينيا كنول 6–1، 4–6، [10–6]                  | فالنتينا إفاخنكو يوليا كالابينا                   | كسينيا ألكان مارينا ميلنيكوفا                    | أناستاسيا فاسيليفا بولينا فينوغرادوفا فيكتوريا كامينسكايا فيتاليا دياتشينكو    |
| 1 سبتمبر  | إيجون جي بي برو سيريز بارنستابل بارنستابل، المملكة المتحدة ملعب صلب (indoor) $25،000 قرعة المباريات الفردية والزوجية              | كارينا ويثوفت 6–2، 6–4                                    | فيكتوريا غولوبيتش                                 | أليز ليم يوليا بيجيلزيمير                        | كلارتجي ليبنس لينا ستانكيوتي آنا فرلجيتش ديانا مارسنكفيتشا                     |
| 1 سبتمبر  | إيجون جي بي برو سيريز بارنستابل بارنستابل، المملكة المتحدة ملعب صلب (indoor) $25،000 قرعة المباريات الفردية والزوجية              | أليز ليم كارينا ويثوفت 6–2، 6–1                           | فيكتوريا غولوبيتش ديانا مارسنكفيتشا               | أليز ليم يوليا بيجيلزيمير                        | كلارتجي ليبنس لينا ستانكيوتي آنا فرلجيتش ديانا مارسنكفيتشا                     |
| 1 سبتمبر  | سانت بولتن، النمسا ملعب ترابي $10،000 قرعة المباريات الفردية والزوجية                                                             | باربارا هاس 7–6(7–1)، 0–6، 6–1                            | آنا ريموندينا                                     | جايد شولينك جوليا جابهر                          | نيكول روتمان بيا كونينغ يانا جابلونوفسكا أدرجانا ليكاي                         |
| 1 سبتمبر  | سانت بولتن، النمسا ملعب ترابي $10،000 قرعة المباريات الفردية والزوجية                                                             | كارين مورجوشوفا شانتال شكاملوفا 6–3، 6–1                  | فيرا أليشييفا جايد شولينك                         | جايد شولينك جوليا جابهر                          | نيكول روتمان بيا كونينغ يانا جابلونوفسكا أدرجانا ليكاي                         |
| 1 سبتمبر  | بول، كرواتيا ملعب ترابي $10،000 قرعة المباريات الفردية والزوجية                                                                   | كونستانس سيبيل 6–4، 6–4                                   | إيفا ميكوفيتش                                     | غابريلا بانوتشوفا إلين ألجروين                   | إيما فلود يانا فيت تينا لوكاس آنا كلاسن                                        |
| 1 سبتمبر  | بول، كرواتيا ملعب ترابي $10،000 قرعة المباريات الفردية والزوجية                                                                   | جوستين دي سوتر صوفي أوين 3–6، 7–6(7–4)، [10–7]            | آنا كلاسن شارلوت كلاسن                            | غابريلا بانوتشوفا إلين ألجروين                   | إيما فلود يانا فيت تينا لوكاس آنا كلاسن                                        |
| 1 سبتمبر  | براغ، جمهورية التشيك ملعب ترابي $10،000 قرعة المباريات الفردية والزوجية                                                           | جيسيكا ماليكوفا 6–3، 7–6(8–6)                             | زوزانا زلابسكا                                    | فيرونيكا كولاروفا إيفا روتاروفا                  | كارولينا ستوخلا ناتالي بروزي فيكتوريا مونتين بترا كرجسوفا                      |
| 1 سبتمبر  | براغ، جمهورية التشيك ملعب ترابي $10،000 قرعة المباريات الفردية والزوجية                                                           | بترا كرجسوفا زوزانا لوكناروفا 4–6، 6–3، [10–6]            | لينكا كونشيكوفا كارولينا ستوخلا                   | فيرونيكا كولاروفا إيفا روتاروفا                  | كارولينا ستوخلا ناتالي بروزي فيكتوريا مونتين بترا كرجسوفا                      |
| 1 سبتمبر  | كيتو، الإكوادور ملعب ترابي $10،000 قرعة المباريات الفردية والزوجية                                                                | فرناندا بريتو 7–5، 0–6، 6–0                               | إدواردا بياي                                      | صوفيا بلانكو كارلا لوسيرو                        | أندريا كوخ بنفنوتو آنا بروغان ناثالي كوراتا أناستاسيا خارشينكو                 |
| 1 سبتمبر  | كيتو، الإكوادور ملعب ترابي $10،000 قرعة المباريات الفردية والزوجية                                                                | أناستاسيا خارشينكو غوادالوبي بيريز روجاس 3–6، 6–4، [10–8] | صوفيا بلانكو آنا مادكور                           | صوفيا بلانكو كارلا لوسيرو                        | أندريا كوخ بنفنوتو آنا بروغان ناثالي كوراتا أناستاسيا خارشينكو                 |
| 1 سبتمبر  | شرم الشيخ، مصر ملعب صلب 10،000 دولار قرعة المباريات الفردية والزوجية                                                              | آنا مورجينا 6–7(2–7)، 6–4، 6–3                            | فوجسلافا لوكيتش                                   | بريت جيوكينس ميشيل سامونز                        | نيدي تشيلومولا جوليا بروزوني ريشيكا سانكارا ماريا مارتينيز مارتينيز            |
| 1 سبتمبر  | شرم الشيخ، مصر ملعب صلب 10،000 دولار قرعة المباريات الفردية والزوجية                                                              | إيلزي هاتينغ ميشيل سامونز 6–3، 7–5                        | جاي آو ريشيكا سانكارا                             | بريت جيوكينس ميشيل سامونز                        | نيدي تشيلومولا جوليا بروزوني ريشيكا سانكارا ماريا مارتينيز مارتينيز            |
| 1 سبتمبر  | غالاți، رومانيا ملعب ترابي 10،000 دولار قرعة المباريات الفردية والزوجية                                                           | باتريسيا ماريا تيغ 6–3، 6–3                               | إليزافيتا يانتشوك                                 | أغنيس ساتماري ديانا بوزيان                       | جورجيا أندريا كراتشون أندريا غيتيسكو كريستينا إني أوانا جوريجيتا سيميون        |
| 1 سبتمبر  | غالاți، رومانيا ملعب ترابي 10،000 دولار قرعة المباريات الفردية والزوجية                                                           | أوانا جوريجيتا سيميون أغنيس ساتماري 4–6، 6–4، [10–8]      | ديانا بوزيان أراعيلا فرنانديز رابنر               | أغنيس ساتماري ديانا بوزيان                       | جورجيا أندريا كراتشون أندريا غيتيسكو كريستينا إني أوانا جوريجيتا سيميون        |
| 1 سبتمبر  | بلغراد، صربيا ملعب ترابي 10،000 دولار قرعة المباريات الفردية والزوجية                                                             | ديا هردجلاش 6–2، 6–2                                      | نينا أليباليتش                                    | ديانا رادانوفيتش نيفينا سيلاكوفيتش               | شتيفاني فوريه إيما بوليتش مارينا لازيتش تيريزا ماليكوفا                        |
| 1 سبتمبر  | بلغراد، صربيا ملعب ترابي 10،000 دولار قرعة المباريات الفردية والزوجية                                                             | ناتاليا كوستيتش إيزابيلا شنيكوفا 6–1، 6–2                 | نينا أليباليتش نينا ستويانوفيتش                   | ديانا رادانوفيتش نيفينا سيلاكوفيتش               | شتيفاني فوريه إيما بوليتش مارينا لازيتش تيريزا ماليكوفا                        |
| 1 سبتمبر  | يونغول، كوريا الجنوبية ملعب صلب $10،000 قرعة المباريات الفردية والزوجية                                                           | لي جين آه 6–2، 6–2                                        | أوليفيا تجاندراموليا                              | كيم نا ري Liu Chang                              | تشوي جي هي كيم يون هي يو مين هوا تشانغ يوكسوان                                 |
| 1 سبتمبر  | يونغول، كوريا الجنوبية ملعب صلب $10،000 قرعة المباريات الفردية والزوجية                                                           | تشوي جي هي Lee So-ra 6–2، 7–5                             | ليانغ تشن Liu Chang                               | كيم نا ري Liu Chang                              | تشوي جي هي كيم يون هي يو مين هوا تشانغ يوكسوان                                 |
| 1 سبتمبر  | أنطاليا، تركيا ملعب صلب $10،000 قرعة المباريات الفردية والزوجية                                                                   | إيما لين 6–0، 6–4                                         | نونجنادا واناسوك                                  | كوتومي تاكاتا آنا شكودون                         | إيدن سيلفا فاليريا بروسپري وانغ يان يومي ناكانو                                |
| 1 سبتمبر  | أنطاليا، تركيا ملعب صلب $10،000 قرعة المباريات الفردية والزوجية                                                                   | أكيكو أومائي كوتومي تاكاتا 7–5، 6–2                       | يومي ناكانو إيدن سيلفا                            | كوتومي تاكاتا آنا شكودون                         | إيدن سيلفا فاليريا بروسپري وانغ يان يومي ناكانو                                |
| 8 سبتمبر  | بطولة أوبن إيميرود سولير دي سان مالو سان مالو، فرنسا ملعب ترابي $50،000 فردي – زوجي                                               | كارينا ويثوفت 6–0، 6–1                                    | ألبرتا بريانتي                                    | تيليانا بيريرا سارا سوريبس تورمو                 | ستيفاني فوجت الكسندرا كادانتسو ليسلي كيرخوف لورديس دومينغيز لينو               |
| 8 سبتمبر  | بطولة أوبن إيميرود سولير دي سان مالو سان مالو، فرنسا ملعب ترابي $50،000 فردي – زوجي                                               | جوليا جاتو مونتيكوني أناستازيا جريمالسكا 6–3، 6–1         | تاتيانا بوا بياتريس غارسيا فيداجاني               | تيليانا بيريرا سارا سوريبس تورمو                 | ستيفاني فوجت الكسندرا كادانتسو ليسلي كيرخوف لورديس دومينغيز لينو               |
| 8 سبتمبر  | كأس أليانز صوفيا، بلغاريا ملعب ترابي $25،000 قرعة المباريات الفردية والزوجية                                                      | أندريا ميتو 6–4، 4–6، 6–3                                 | فيكتوريا كان                                      | فيكتوريا توموفا بياتريس حداد مايا                | مارينا كاتشار صوفيا كوفالتس ديا إفتيموفا لينا جورشيسكا                         |
| 8 سبتمبر  | كأس أليانز صوفيا، بلغاريا ملعب ترابي $25،000 قرعة المباريات الفردية والزوجية                                                      | لينا جورشيسكا ديسبينا باباميتشايل 6–1، 6–4                | ريبيكا سرامكوفا جوليا تيرزييسكا                   | فيكتوريا توموفا بياتريس حداد مايا                | مارينا كاتشار صوفيا كوفالتس ديا إفتيموفا لينا جورشيسكا                         |
| 8 سبتمبر  | باطوم، جورجيا ملعب صلب $25،000 قرعة المباريات الفردية والزوجية                                                                    | أن صوفي ميستاتش 6–2، 6–0                                  | أولغا يانتشوك                                     | ناتيلا دزالاميدزه بيمرا أوزجن                    | فاليريا سافينيخ ساندرا زانيوسكا ألكساندرينا نايدينوفا سيندي برغر               |
| 8 سبتمبر  | باطوم، جورجيا ملعب صلب $25،000 قرعة المباريات الفردية والزوجية                                                                    | أن صوفي ميستاتش ساندرا زانيوسكا 6–1، 6–1                  | ألكساندرينا نايدينوفا فاليريا ستراخوفا            | ناتيلا دزالاميدزه بيمرا أوزجن                    | فاليريا سافينيخ ساندرا زانيوسكا ألكساندرينا نايدينوفا سيندي برغر               |
| 8 سبتمبر  | موسكو، روسيا ملعب ترابي 25،000 دولار قرعة المباريات الفردية والزوجية                                                              | فيتاليا دياتشينكو 6–3، 6–1                                | يفجينيا رودينا                                    | مارينا ميلنيكوفا فالينتينا إيفاخنينكو            | زينيا كنول يوليانا ليزارازو بولينا مونوفا كاثينكا فون ديكمان                   |
| 8 سبتمبر  | موسكو، روسيا ملعب ترابي 25،000 دولار قرعة المباريات الفردية والزوجية                                                              | زينيا كنول فيرونيكا كوديرميتوفا 7–6(12–10)، 7–5           | ألكسندرا أرتامونوفا بولينا مونوفا                 | مارينا ميلنيكوفا فالينتينا إيفاخنينكو            | زينيا كنول يوليانا ليزارازو بولينا مونوفا كاثينكا فون ديكمان                   |
| 8 سبتمبر  | ردينغ، الولايات المتحدة ملعب صلب 25،000 دولار قرعة المباريات الفردية والزوجية                                                     | جينيفر برادي 6–2، 6–1                                     | لورين إمبري                                       | زوزانا زلوتشوفا ألكسندرا ستيفنسون                | مايو هيبي كريستي آهن ميكايلا غوردون كلارتجي ليبنس                              |
| 8 سبتمبر  | ردينغ، الولايات المتحدة ملعب صلب 25،000 دولار قرعة المباريات الفردية والزوجية                                                     | جينيفر برادي لورين إمبري 6–3، 6–2                         | ألكسندرا فيسي كات فيسي                            | زوزانا زلوتشوفا ألكسندرا ستيفنسون                | مايو هيبي كريستي آهن ميكايلا غوردون كلارتجي ليبنس                              |
| 8 سبتمبر  | بول، كرواتيا ملعب ترابي 10،000 دولار قرعة المباريات الفردية والزوجية                                                              | إيفا ميكوفتش 6–4، 6–1                                     | جانا فيت                                          | كونستانس سيبيل جابرييلا بانتوتشكوفا              | جابرييلا فان دي جراف فيفيان جوهاسوفا جوليا واتشازيك إلين ألجروين               |
| 8 سبتمبر  | بول، كرواتيا ملعب ترابي 10،000 دولار قرعة المباريات الفردية والزوجية                                                              | فيفيان جوهاسوفا باربارا كوتليسوفا 2–6، 6–1، [10–7]        | جابرييلا فان دي جراف جوليا واتشازيك               | كونستانس سيبيل جابرييلا بانتوتشكوفا              | جابرييلا فان دي جراف فيفيان جوهاسوفا جوليا واتشازيك إلين ألجروين               |
| 8 سبتمبر  | براغ، جمهورية التشيك ملعب ترابي $10،000 قرعة المباريات الفردية والزوجية                                                           | بترا كرجسوفا 6–2، 6–4                                     | نيكولا فيجدوفا                                    | تيس سونيو جانينا تولين                           | زوزانا زالابسكا ديانا رايكوفيتش آنا كاتالينا الزات إسموزاييفا فيكتوريا مونتين  |
| 8 سبتمبر  | براغ، جمهورية التشيك ملعب ترابي $10،000 قرعة المباريات الفردية والزوجية                                                           | يانا جابلونوفسكا فيندولا زوفينكوفا 6–0، 7–6(7–0)          | لوسي بروخازكوفا كريستينا روشكوفا                  | تيس سونيو جانينا تولين                           | زوزانا زالابسكا ديانا رايكوفيتش آنا كاتالينا الزات إسموزاييفا فيكتوريا مونتين  |
| 8 سبتمبر  | شرم الشيخ، مصر ملعب صلب $10،000 قرعة المباريات الفردية والزوجية                                                                   | فوجسلافا لوكيتش 6–3، 6–4                                  | آنا مورجينا                                       | جاي آو علا أبو ذكري                              | ميشيل سامونز نيدي شيلومولا جوليا بروزوني سارا أوتومانو                         |
| 8 سبتمبر  | شرم الشيخ، مصر ملعب صلب $10،000 قرعة المباريات الفردية والزوجية                                                                   | آنا مورجينا يانا سيزيكوفا 6–3، 0–6، [10–6]                | إيلزي هاتينغ ميشيل سامونز                         | جاي آو علا أبو ذكري                              | ميشيل سامونز نيدي شيلومولا جوليا بروزوني سارا أوتومانو                         |
| 8 سبتمبر  | بولا، إيطاليا ملعب ترابي $10،000 قرعة المباريات الفردية والزوجية                                                                  | مارتينا تريفيسان 6–4، 6–3                                 | كريستيانا فيراندو                                 | فرانشيسكا بالمينيانو جورجيا بريشيا               | آنا فلوريس مارغو دياغوستيني ستيفانيا روبيني ماري بينوا                         |
| 8 سبتمبر  | بولا، إيطاليا ملعب ترابي $10،000 قرعة المباريات الفردية والزوجية                                                                  | أليس بالدوتشي أنجيليكا موراتيلي 6–1، 6–4                  | كريستيانا فيراندو ستيفانيا روبيني                 | فرانشيسكا بالمينيانو جورجيا بريشيا               | آنا فلوريس مارغو دياغوستيني ستيفانيا روبيني ماري بينوا                         |
| 8 سبتمبر  | كيوتو، اليابان ملعب صلب (indoor) $10،000 قرعة المباريات الفردية والزوجية                                                          | نودنيدا لوانجنام 7–6(9–7)، 3–6، 6–4                       | كيوكا أوكامورا                                    | ميشيكا أوزيكي ماكوتو نينوميا                     | ميزونو كيجيما ماكيهو كوزاوا كاناي هيسامي أياكا أوكونو                          |
| 8 سبتمبر  | كيوتو، اليابان ملعب صلب (indoor) $10،000 قرعة المباريات الفردية والزوجية                                                          | ماكوتو نينوميا كيوكا أوكامورا 6–3، 6–3                    | أياكا أوكونو ميشيكا أوزيكي                        | ميشيكا أوزيكي ماكوتو نينوميا                     | ميزونو كيجيما ماكيهو كوزاوا كاناي هيسامي أياكا أوكونو                          |
| 8 سبتمبر  | بوخارست، رومانيا ملعب ترابي $10،000 قرعة المباريات الفردية والزوجية                                                               | ميهايلا بوزارنيسكو 6–3، 2–6، 6–1                          | سيمونا أيونيسكو                                   | أوانا جورجيتا سيميون غابرييلا تالا با            | رالوكا إلينا بلاتون ألكسندرا بيربر لورينا كونستانتين بيانكا هنكو               |
| 8 سبتمبر  | بوخارست، رومانيا ملعب ترابي $10،000 قرعة المباريات الفردية والزوجية                                                               | رالوقا سيوفريلا أندريا غيتسكو 6–7(2–7)، 6–1، [10–7]       | إيوانا دوكو جوليا هيلبيت                          | أوانا جورجيتا سيميون غابرييلا تالا با            | رالوكا إلينا بلاتون ألكسندرا بيربر لورينا كونستانتين بيانكا هنكو               |
| 8 سبتمبر  | فرنياتشكا بانيا، صربيا ملعب ترابي $10،000 قرعة المباريات الفردية والزوجية                                                         | فالنتيني جراماتيكوبولو 1–6، 6–3، 7–6(7–5)                 | ديا هردجلاش                                       | جوليا ستاماتوفا جابريلا هوراكوفا                 | مينا ماركوفيتش إيما بولاك صدف محمد توليبوفا ناتاليا كوستيك                     |
| 8 سبتمبر  | فرنياتشكا بانيا، صربيا ملعب ترابي $10،000 قرعة المباريات الفردية والزوجية                                                         | ديا هردجلاش نينا ستويانوفيتش 6–3، 6–0                     | داريا لوديكوفا كاترينا سليسار                     | جوليا ستاماتوفا جابريلا هوراكوفا                 | مينا ماركوفيتش إيما بولاك صدف محمد توليبوفا ناتاليا كوستيك                     |
| 8 سبتمبر  | لاردة، إسبانيا ملعب ترابي $10،000 قرعة المباريات الفردية والزوجية                                                                 | لوسيا سيرفيرا فاسكيز 6–2، 6–3                             | أليس سافورتي                                      | أماندا كاريراس إليزابيتا يانتشوك                 | أينوا أتوشا جوميز أناستاسيا سايتوفا ماندي واجماكر إيفون كافالي رايمرز          |
| 8 سبتمبر  | لاردة، إسبانيا ملعب ترابي $10،000 قرعة المباريات الفردية والزوجية                                                                 | إليزابيتا يانتشوك ألكسندرا نانكاروف 6–1، 6–1              | إيفون كافالي رايمرز لوسيا سيرفيرا فاسكيز          | أماندا كاريراس إليزابيتا يانتشوك                 | أينوا أتوشا جوميز أناستاسيا سايتوفا ماندي واجماكر إيفون كافالي رايمرز          |
| 8 سبتمبر  | أنطاليا، تركيا ملعب صلب $10،000 قرعة المباريات الفردية والزوجية                                                                   | كيم جراجديك 6–3، 6–4                                      | كانامي تسوجي                                      | شو تشينغ ون وانج يان                             | لويسا ماري هوبر فاسيليسا أبوناسينكو آنا شكودون كايزا رينالدو بيرسون            |
| 8 سبتمبر  | أنطاليا، تركيا ملعب صلب $10،000 قرعة المباريات الفردية والزوجية                                                                   | أكيكو أومائي كوتومي تاكهاتا 6–4، 6–2                      | نونجنادا واناسوك فرنيا وونجتينتشاي                | شو تشينغ ون وانج يان                             | لويسا ماري هوبر فاسيليسا أبوناسينكو آنا شكودون كايزا رينالدو بيرسون            |
| 15 سبتمبر | بطولة كولمان فيجن للتنس ألباكيركي، الولايات المتحدة ملعب صلب $75،000 فردي - زوجي                                                  | آنا تاتيشفيلي 6–2، 6–4                                    | إيرينا فالكوني                                    | جوانا كونتا لويزا تشيريكو                        | جوليا بوسوروب كيتلين ووريسكي بترا رامبري ماديسون برينجل                        |
| 15 سبتمبر | بطولة كولمان فيجن للتنس ألباكيركي، الولايات المتحدة ملعب صلب $75،000 فردي - زوجي                                                  | يان أبازا ميلاني أودين 6–2، 6–3                           | نيكول ميليشار آلي ويل                             | جوانا كونتا لويزا تشيريكو                        | جوليا بوسوروب كيتلين ووريسكي بترا رامبري ماديسون برينجل                        |
| 15 سبتمبر | كأس إزيدا دوبريتش، بلغاريا ملعب ترابي $25،000 قرعة المباريات الفردية والزوجية                                                     | يفجينيا رودينا 3–6، 7–5، 6–3                              | أندريا ميتو                                       | ديناه بفيزينماير أرانتشا روس                     | بولينا ليكينا ريبيكا بيترسون ألبرتا بريانتي باتريسيا ماريا تيغ                 |
| 15 سبتمبر | كأس إزيدا دوبريتش، بلغاريا ملعب ترابي $25،000 قرعة المباريات الفردية والزوجية                                                     | إيرينا ماريا بارا أندريا ميتو 7–5، 7–6(7–5)               | ريكا-لوكا جاني إيزابيلا شنيكوفا                   | ديناه بفيزينماير أرانتشا روس                     | بولينا ليكينا ريبيكا بيترسون ألبرتا بريانتي باتريسيا ماريا تيغ                 |
| 15 سبتمبر | بطولة تلافي المفتوحة تلافي، جورجيا ملعب ترابي $25،000 قرعة المباريات الفردية والزوجية                                             | داريا كاساتكينا 6–1، 4–6، [10–7]                          | جاسمين باوليني                                    | دينيز خزانيك فاليريا سولوفيفا                    | أناستاسيا فاسيليفا سفيتلانا بيرازينكا سيندي برجر فيرونيكا كابشاي               |
| 15 سبتمبر | بطولة تلافي المفتوحة تلافي، جورجيا ملعب ترابي $25،000 قرعة المباريات الفردية والزوجية                                             | لم تُستكمل مسابقة الزوجي بسبب سوء الأحوال الجوية.          |                                                   | دينيز خزانيك فاليريا سولوفيفا                    | أناستاسيا فاسيليفا سفيتلانا بيرازينكا سيندي برجر فيرونيكا كابشاي               |
| 15 سبتمبر | إيجون جي بي برو سيريز شروزبري شروزبري (المملكة المتحدة)، المملكة المتحدة ملعب صلب (داخلي) $25،000 قرعة المباريات الفردية والزوجية | أوسيان دودان 6–4، 6–3                                     | كارينا ويثوفت                                     | أن صوفي ميستاتش يوليا بيجيلزيمير                 | تشالا بويوكاكاتشاي ريتشل هوجينكامب فيكتوريا غولوبيتش فيسنا دولونك              |
| 15 سبتمبر | إيجون جي بي برو سيريز شروزبري شروزبري (المملكة المتحدة)، المملكة المتحدة ملعب صلب (داخلي) $25،000 قرعة المباريات الفردية والزوجية | ريتشل هوجينكامب ليسلي كيرخوف 2–6، 7–5، [10–8]             | نيكولا جوير فيكتوريا غولوبيتش                     | أن صوفي ميستاتش يوليا بيجيلزيمير                 | تشالا بويوكاكاتشاي ريتشل هوجينكامب فيكتوريا غولوبيتش فيسنا دولونك              |
| 15 سبتمبر | تلمسان، الجزائر ملعب ترابي $10،000 قرعة المباريات الفردية والزوجية                                                                | مارغريتا لازاريفا 7–6(7–3)، 6–2                           | هارموني تان                                       | جوزفين بواليم تمارا تشروفيتش                     | أماندين كازو آنا ماريا هايل نعومي توتكا وانغ شيياو                             |
| 15 سبتمبر | تلمسان، الجزائر ملعب ترابي $10،000 قرعة المباريات الفردية والزوجية                                                                | باربرا بونيتش مارغريتا لازاريفا 6–2، 6–2                  | تمارا تشروفيتش نعومي توتكا                        | جوزفين بواليم تمارا تشروفيتش                     | أماندين كازو آنا ماريا هايل نعومي توتكا وانغ شيياو                             |
| 15 سبتمبر | بول، كرواتيا ملعب ترابي $10،000 قرعة المباريات الفردية والزوجية                                                                   | غابرييلا بانتوتشكوفا 2–6، 6–4، 6–2                        | تينا لوكاس                                        | يانا فيت كارين مورغوشوفا                         | كونستانس سيبيل إيفا بريموراك فيفيان يوهاتسوفا بولونا ريبرشاك                   |
| 15 سبتمبر | بول، كرواتيا ملعب ترابي $10،000 قرعة المباريات الفردية والزوجية                                                                   | فيفيان يوهاتسوفا كارين مورغوشوفا 4–6، 6–2، [10–2]         | تيريزا كلاينستويبر ستيفاني فورِه                   | يانا فيت كارين مورغوشوفا                         | كونستانس سيبيل إيفا بريموراك فيفيان يوهاتسوفا بولونا ريبرشاك                   |
| 15 سبتمبر | هلوبوكا ناد فلتافو، جمهورية التشيك ملعب ترابي $10،000 قرعة المباريات الفردية والزوجية                                             | لينكا كونتشيكوفا 6–4، 6–3                                 | جيسيكا ماليكوفا                                   | بترا كرجسوفا يانا جابلونفسكا                     | نيكولا فايدوفا تيريزا بروهاشكوڤا غابرييلا هوراشكوڤا ليزا بونومار               |
| 15 سبتمبر | هلوبوكا ناد فلتافو، جمهورية التشيك ملعب ترابي $10،000 قرعة المباريات الفردية والزوجية                                             | يانا جابلونفسكا كارولينا موتشوفا 7–6(7–2)، 7–5            | فيرونيكا كولاروڤا بترا كرجسوفا                    | بترا كرجسوفا يانا جابلونفسكا                     | نيكولا فايدوفا تيريزا بروهاشكوڤا غابرييلا هوراشكوڤا ليزا بونومار               |
| 15 سبتمبر | شرم الشيخ، مصر ملعب صلب $10،000 قرعة المباريات الفردية والزوجية                                                                   | آنا مورجينا 7–5، 6–2                                      | سري بيدي ريدي                                     | فوجسلافا لوكيتش يانا سيزيكوفا                    | إيلزي هاتينغ جوليا بروزوني بويانا مارينكوفيتش أنيت مونوزوفا                    |
| 15 سبتمبر | شرم الشيخ، مصر ملعب صلب $10،000 قرعة المباريات الفردية والزوجية                                                                   | أرانتشا أندريدي إيلزي هاتينغ 7–6(8–6)، 6–2                | آنا مورجينا يانا سيزيكوفا                         | فوجسلافا لوكيتش يانا سيزيكوفا                    | إيلزي هاتينغ جوليا بروزوني بويانا مارينكوفيتش أنيت مونوزوفا                    |
| 15 سبتمبر | بولا، إيطاليا ملعب ترابي $10،000 قرعة المباريات الفردية والزوجية                                                                  | مارتينا تريفيسان 6–4، 6–3                                 | ماري بينوا                                        | ستيفانيا روبيني كورينا دينتوني                   | إلكي تيل مارتينا دي جوزيبي فيديريكا أرتشيدياكونو أليس بالدوتشي                 |
| 15 سبتمبر | بولا، إيطاليا ملعب ترابي $10،000 قرعة المباريات الفردية والزوجية                                                                  | أليس بالدوتشي جورجيا بريشيا 3–6، 6–0، [10–5]              | ماري بينوا كيمبرلي زيمرمان                        | ستيفانيا روبيني كورينا دينتوني                   | إلكي تيل مارتينا دي جوزيبي فيديريكا أرتشيدياكونو أليس بالدوتشي                 |
| 15 سبتمبر | بيتانج، لوكسمبورغ ملعب صلب (indoor) $10،000 قرعة المباريات الفردية والزوجية                                                       | لو جياجينغ 6–1، انسحاب.                                   | ميكايلا أونتشوفا                                  | لو بولو مارغو يروليموس                           | كلوي باكيوت إيلين شولسن كيلي فيرستيج فيكتوريا مونتين                           |
| 15 سبتمبر | بيتانج، لوكسمبورغ ملعب صلب (indoor) $10،000 قرعة المباريات الفردية والزوجية                                                       | إلين بويكينز كيلي فيرستيج 7–6(7–2)، 6–1                   | ميكايلا أونتشوفا نورا نيدميرس                     | لو بولو مارغو يروليموس                           | كلوي باكيوت إيلين شولسن كيلي فيرستيج فيكتوريا مونتين                           |
| 15 سبتمبر | مدريد، إسبانيا ملعب صلب $10،000 قرعة المباريات الفردية والزوجية                                                                   | لوسيا سيرفيرا فاسكيز 6–3، 6–3                             | أولغا سايز لاررا                                  | ماريا سكاري جيسيكا بونشيه                        | جورجينا غارسيا بيريز ديبورا كيزا أرابيلا فيرنانديز رابنر إينيس فيرير سواريز    |
| 15 سبتمبر | مدريد، إسبانيا ملعب صلب $10،000 قرعة المباريات الفردية والزوجية                                                                   | إينيس فيرير سواريز ماريا سكاري 6–2، 3–6، [11–9]           | إيفون كافالي ريميرس لوسيا سيرفيرا فاسكيز          | ماريا سكاري جيسيكا بونشيه                        | جورجينا غارسيا بيريز ديبورا كيزا أرابيلا فيرنانديز رابنر إينيس فيرير سواريز    |
| 15 سبتمبر | أنطاليا، تركيا ملعب صلب $10،000 قرعة المباريات الفردية والزوجية                                                                   | كلوتيلد دي برناردي 6–2، 6–3                               | كاترينا كرامبيروفا                                | كاترينا فانكوفا ليزا ماريا موزر                  | وانغ يان كانامي تسوجي كوتومي تاكاتا يو إكسياودي                                |
| 15 سبتمبر | أنطاليا، تركيا ملعب صلب $10،000 قرعة المباريات الفردية والزوجية                                                                   | يومي ناكانو كوتومي تاكاتا 6–1، 7–5                        | آغني تشبليتي جوستينا ميكولسكيت                    | كاترينا فانكوفا ليزا ماريا موزر                  | وانغ يان كانامي تسوجي كوتومي تاكاتا يو إكسياودي                                |
| 22 سبتمبر | Red Rock Pro Open لاس فيغاس، الولايات المتحدة ملعب صلب $50،000 الفردي – الزوجي                                                    | ماديسون برينجل 6–1، 6–4                                   | ميشيل لارشر دي بريتو                              | كاتيرينا بوندارينكو آنا تاتيشفيلي                | سيسيل كاراتانتشيفا نيكول فايديسوفا جينيفر برادي تيميا بابوش                    |
| 22 سبتمبر | Red Rock Pro Open لاس فيغاس، الولايات المتحدة ملعب صلب $50،000 الفردي – الزوجي                                                    | فيرونيكا سبيد رويج ماريا إيروغيين 6–3، 5–7، [11–9]        | آسيا محمد ماريا سانشيز                            | كاتيرينا بوندارينكو آنا تاتيشفيلي                | سيسيل كاراتانتشيفا نيكول فايديسوفا جينيفر برادي تيميا بابوش                    |
| 22 سبتمبر | كليرمون فيران، فرنسا ملعب صلب (داخلي) $25،000 قرعة المباريات الفردية والزوجية                                                     | ريتشل هوجينكامب 6–1، 6–3                                  | جولي كوين                                         | لوسي هراديكا أن صوفي ميستاتش                     | يساليني بونافنتور ميرتل جورج كلير فويرشتاين مارجريتا جاسباريان                 |
| 22 سبتمبر | كليرمون فيران، فرنسا ملعب صلب (داخلي) $25،000 قرعة المباريات الفردية والزوجية                                                     | إيرينا رامياليسون نينا تساندر 6–1، 6–0                    | فاني كارامارو فيكتوريا مونتيان                    | لوسي هراديكا أن صوفي ميستاتش                     | يساليني بونافنتور ميرتل جورج كلير فويرشتاين مارجريتا جاسباريان                 |
| 22 سبتمبر | سيوداد خواريز، المكسيك ملعب ترابي $25،000 قرعة المباريات الفردية والزوجية                                                         | لورا بوس تيو 6–4، 6–1                                     | لورديس دومينغيز لينو                              | فرانشيسكا سيجاريلي ماريانا دوكيه                 | آنا صوفيا سانشيز لورا بيجوسي ديانا مارسنكفيتشا جوستينا ججيولكا                 |
| 22 سبتمبر | سيوداد خواريز، المكسيك ملعب ترابي $25،000 قرعة المباريات الفردية والزوجية                                                         | ماريانا دوكيه لورا بيجوسي 6–1، 3–6، [10–4]                | إيوانا لوريدانا روسكا لينكا وينروفا               | فرانشيسكا سيجاريلي ماريانا دوكيه                 | آنا صوفيا سانشيز لورا بيجوسي ديانا مارسنكفيتشا جوستينا ججيولكا                 |
| 22 سبتمبر | Royal Cup NLB Montenegro بودغوريتسا، مونتينيغرو ملعب ترابي $25،000 قرعة المباريات الفردية والزوجية                                | أندريا ميتو 6–1، 6–4                                      | فيتاليا دياتشينكو                                 | جوليا جاتو مونتيكوني سارا سوريبس تورمو           | كريستينا كوكوفا بياتريس حداد مايا أرانتشا روس إيما ميكولشيك                    |
| 22 سبتمبر | Royal Cup NLB Montenegro بودغوريتسا، مونتينيغرو ملعب ترابي $25،000 قرعة المباريات الفردية والزوجية                                | ألكساندرا كادانتو ستيفاني فوجت 6–1، 3–6، [10–2]           | زينيا كنول أرانتشا روس                            | جوليا جاتو مونتيكوني سارا سوريبس تورمو           | كريستينا كوكوفا بياتريس حداد مايا أرانتشا روس إيما ميكولشيك                    |
| 22 سبتمبر | الجزائر (مدينة)، الجزائر ملعب ترابي $15،000 قرعة المباريات الفردية والزوجية                                                       | كوني بيرين 6–1، 6–1                                       | شيرازاد رايكس                                     | تمارا تشروفيتش هارموني تان                       | ناتاليا كوستيتش بيا كونينغ نعومي توتكا مارغريتا لازاريفا                       |
| 22 سبتمبر | الجزائر (مدينة)، الجزائر ملعب ترابي $15،000 قرعة المباريات الفردية والزوجية                                                       | بيا كونينغ كوني بيرين 6–3، 6–1                            | ناتاليا كوستيتش مارغريتا لازاريفا                 | تمارا تشروفيتش هارموني تان                       | ناتاليا كوستيتش بيا كونينغ نعومي توتكا مارغريتا لازاريفا                       |
| 22 سبتمبر | فارنا (بلغاريا) ملعب ترابي $10،000 قرعة المباريات الفردية والزوجية                                                                | لينا جورتشيسكا 2–6، 6–4، 6–4                              | بيرنيلا مينديزوفا                                 | دانييلا تشوبانو إيزابيلا شنيكوفا                 | رالوكا إلينا بلاتون بيتيا أرشينكوفا غابريلا تالابا ديانا بوزيان                |
| 22 سبتمبر | فارنا (بلغاريا) ملعب ترابي $10،000 قرعة المباريات الفردية والزوجية                                                                | إيزابيلا شنيكوفا جوليا تيرزيسكا 7–5، 6–1                  | ديانا بوزيان رالوكا إلينا بلاتون                  | دانييلا تشوبانو إيزابيلا شنيكوفا                 | رالوكا إلينا بلاتون بيتيا أرشينكوفا غابريلا تالابا ديانا بوزيان                |
| 22 سبتمبر | بول، كرواتيا ملعب ترابي $10،000 قرعة المباريات الفردية والزوجية                                                                   | تينا لوكاس 6–0، 6–1                                       | بترا روهانوفا                                     | بيا تشوك غابرييلا بانتوتشكوفا                    | باربارا كوتيلسوفا إلكي ليمانس شتيفاني فوريه مارتينا باسيك                      |
| 22 سبتمبر | بول، كرواتيا ملعب ترابي $10،000 قرعة المباريات الفردية والزوجية                                                                   | مارتينا باسيك تينا لوكاس 6–1، 6–2                         | آنا أوبارنوفيتش ماغدالينا ستويلكوفسكا             | بيا تشوك غابرييلا بانتوتشكوفا                    | باربارا كوتيلسوفا إلكي ليمانس شتيفاني فوريه مارتينا باسيك                      |
| 22 سبتمبر | شرم الشيخ، مصر ملعب صلب $10،000 قرعة المباريات الفردية والزوجية نسخة محفوظة 2021-12-03 على موقع واي باك مشين.                     | نايومي كافاداي 6–4، 6–4                                   | آنا فيسيلينوفيتش                                  | كارولين داخشيلت إيوانا دوكو                      | باربارا هاس أنيت مونوزوفا ناتسومي يوكوتا بويانا مارينكوفيتش                    |
| 22 سبتمبر | شرم الشيخ، مصر ملعب صلب $10،000 قرعة المباريات الفردية والزوجية نسخة محفوظة 2021-12-03 على موقع واي باك مشين.                     | إيوانا دوكو إيدن سيلفا 6–2، 6–4                           | يو إي سايكاي ناتسومي يوكوتا                       | كارولين داخشيلت إيوانا دوكو                      | باربارا هاس أنيت مونوزوفا ناتسومي يوكوتا بويانا مارينكوفيتش                    |
| 22 سبتمبر | بولا، إيطاليا ملعب ترابي $10،000 قرعة المباريات الفردية والزوجية                                                                  | جورجيا بريشيا 6–3، 6–3                                    | ألكسندرا نانكاراو                                 | بيانكا توراتي فيرينا هوفر                        | بياتريس لومباردو فيديريكا براتي تيس سونيو ستيفانيا روبييني                     |
| 22 سبتمبر | بولا، إيطاليا ملعب ترابي $10،000 قرعة المباريات الفردية والزوجية                                                                  | فيرينا هوفر مارتينا براتيسي 6–4، 7–5                      | ماري بينوا كيمبرلي زيمرمان                        | بيانكا توراتي فيرينا هوفر                        | بياتريس لومباردو فيديريكا براتي تيس سونيو ستيفانيا روبييني                     |
| 22 سبتمبر | مدريد، إسبانيا ملعب صلب $10،000 قرعة المباريات الفردية والزوجية                                                                   | إليزافيتا يانشوك 6–2، 6–3                                 | كلوي باكيوت                                       | جورجينا غارسيا بيريز مارتا هوكي غونزاليس إنسيناس | كارولين أوبيلهور لوسي براون جيسيكا بونشيت روكيو دي لا توري سانشيز              |
| 22 سبتمبر | مدريد، إسبانيا ملعب صلب $10،000 قرعة المباريات الفردية والزوجية                                                                   | أليونا بولسوفا زادوينوف أولغا سايز لارا 6–1، 6–4          | مارتا هوكي غونزاليس إنسيناس إستيلّا بيريز سوماريبا | جورجينا غارسيا بيريز مارتا هوكي غونزاليس إنسيناس | كارولين أوبيلهور لوسي براون جيسيكا بونشيت روكيو دي لا توري سانشيز              |
| 22 سبتمبر | أنطاليا، تركيا ملعب صلب $10،000 قرعة المباريات الفردية والزوجية                                                                   | ليزا ماريا موزر 7–5، 6–4                                  | كلوديا جيوفين                                     | يي كيويو لورا-إيوانا أندري                       | كاترينا فانكوفا ديانا نيجيريانو فاندا لوكاش كاترينا كرامبيروفا                 |
| 22 سبتمبر | أنطاليا، تركيا ملعب صلب $10،000 قرعة المباريات الفردية والزوجية                                                                   | وانغ يان يو إكسياودي 6–1، 3–6، [10–8]                     | هارييت دارت جيسيكا سيمبسون                        | يي كيويو لورا-إيوانا أندري                       | كاترينا فانكوفا ديانا نيجيريانو فاندا لوكاش كاترينا كرامبيروفا                 |
| 22 سبتمبر | جزيرة إميليا، الولايات المتحدة ملعب ترابي $10،000 قرعة المباريات الفردية والزوجية                                                 | إنغريد نيل 4–4، انسحب                                     | إيدينا جالوفيتس هول                               | إيما فلود ماري بوزكوفا                           | إيلي هالباور ليتيسيا سارازين ناتاليا فيكليانتسيفا ريانا فالديز                 |
| 22 سبتمبر | جزيرة إميليا، الولايات المتحدة ملعب ترابي $10،000 قرعة المباريات الفردية والزوجية                                                 | ماريا فرناندا ألفيس كيري وونغ 7–6(8–6)، 7–6(7–4)          | Sophie Chang أندي دانييل                          | إيما فلود ماري بوزكوفا                           | إيلي هالباور ليتيسيا سارازين ناتاليا فيكليانتسيفا ريانا فالديز                 |
| 29 سبتمبر | مونتيري، المكسيك ملعب صلب 25٬000 دولار قرعة المباريات الفردية والزوجية                                                            | كاترينا بوندارينكو 6–1، 7–5                               | آنا فرلجيتش                                       | هايدي الطباخ ناستجا كولار                        | اليسي ميرتنز ماريا إيروغيين ميليندا كزينك فاليريا سافينيخ                      |
| 29 سبتمبر | مونتيري، المكسيك ملعب صلب 25٬000 دولار قرعة المباريات الفردية والزوجية                                                            | ناستجا كولار شانتال شكاملوفا 6–3، 2–6، [10–5]             | فلورنسيا مولينيرو صوفيا شاباتافا                  | هايدي الطباخ ناستجا كولار                        | اليسي ميرتنز ماريا إيروغيين ميليندا كزينك فاليريا سافينيخ                      |
| 29 سبتمبر | ألبينا، بلغاريا ملعب ترابي 10٬000 دولار قرعة المباريات الفردية والزوجية                                                           | برنيلا مينديسوفا 6–4، 0–6، 6–3                            | إيلينا بوغدان                                     | ديانا بوزيان ناديا كولب                          | كارولينا ستوشلا لينكا كونشيكوفا بيتيا أرشينكوفا آنا كاتالينا ألزاتي إسمورزايفا |
| 29 سبتمبر | ألبينا، بلغاريا ملعب ترابي 10٬000 دولار قرعة المباريات الفردية والزوجية                                                           | ديانا بوزيان رالوكا إيلينا بلاتون 6–2، 6–2                | هيلين بلوسكينا أناستازيا فدوفينكو                 | ديانا بوزيان ناديا كولب                          | كارولينا ستوشلا لينكا كونشيكوفا بيتيا أرشينكوفا آنا كاتالينا ألزاتي إسمورزايفا |
| 29 سبتمبر | شرم الشيخ، مصر ملعب صلب 10٬000 دولار قرعة المباريات الفردية والزوجية                                                              | هارييت دارت 6–2، 6–1                                      | نوريا باريزاس دياز                                | فوجسلافا لوكيتش نايومي كافاداي                   | علا أبو ذكري إيوانا دوكو آنا فيسيلينوفيتش باربارا هاس                          |
| 29 سبتمبر | شرم الشيخ، مصر ملعب صلب 10٬000 دولار قرعة المباريات الفردية والزوجية                                                              | هارييت دارت ميليس سيزر 7–5، 6–1                           | إيوانا دوكو إيدن سيلفا                            | فوجسلافا لوكيتش نايومي كافاداي                   | علا أبو ذكري إيوانا دوكو آنا فيسيلينوفيتش باربارا هاس                          |
| 29 سبتمبر | بولا، إيطاليا ملعب ترابي $10،000 قرعة المباريات الفردية والزوجية                                                                  | إيلكا كسوريجي 7–6(7–4)، 7–6(7–3)                          | آنا كلاسن                                         | ليزا سابينو ستيفانيا روبيني                      | يلينا سيميتش مارتينا سبيرجيلي كريستيانا فيراندو آنا ريموندينا                  |
| 29 سبتمبر | بولا، إيطاليا ملعب ترابي $10،000 قرعة المباريات الفردية والزوجية                                                                  | آنا كلاسن شارلوت كلاسن 6–3، 4–6، [10–8]                   | ماري بينوا كيمبرلي زيمرمان                        | ليزا سابينو ستيفانيا روبيني                      | يلينا سيميتش مارتينا سبيرجيلي كريستيانا فيراندو آنا ريموندينا                  |
| 29 سبتمبر | شيمكنت، كازاخستان ملعب ترابي $10،000 قرعة المباريات الفردية والزوجية                                                              | أنستاسيا روداكوفا 6–4، 6–0                                | مارغريتا لازاريفا                                 | صوفيا كفاتسابايا كسينيا ألكان                    | ألبينا خابيبولينا ألكسندرا جرينشيشينا بولينا بيخوفا إيكاترينا كليويفا          |
| 29 سبتمبر | شيمكنت، كازاخستان ملعب ترابي $10،000 قرعة المباريات الفردية والزوجية                                                              | ألبينا خابيبولينا بولينا بيخوفا Walkover                  | ألكسندرا جرينشيشينا كسينيا ألكان                  | صوفيا كفاتسابايا كسينيا ألكان                    | ألبينا خابيبولينا ألكسندرا جرينشيشينا بولينا بيخوفا إيكاترينا كليويفا          |
| 29 سبتمبر | لا فال د'أويتشو، إسبانيا ملعب ترابي $10،000 قرعة المباريات الفردية والزوجية                                                       | أندريا غاميز 6–1، 3–6، 6–3                                | لوسيا سيرفيرا فاسكيز                              | أولغا سايز لاررا ميلاني ستوك                     | أليس سافورتي إستيل جيزارد إليزافيتا يانتشوك إيفون كافالي ريميرز                |
| 29 سبتمبر | لا فال د'أويتشو، إسبانيا ملعب ترابي $10،000 قرعة المباريات الفردية والزوجية                                                       | أندريا غاميز أولغا باريز أسكويتا 6–2، 6–3                 | تاتيانا بوا أليس سافورتي                          | أولغا سايز لاررا ميلاني ستوك                     | أليس سافورتي إستيل جيزارد إليزافيتا يانتشوك إيفون كافالي ريميرز                |
| 29 سبتمبر | أنطاليا، تركيا ملعب صلب $10،000 قرعة المباريات الفردية والزوجية                                                                   | شيرازاد ريكس 6–4، 6–4                                     | كاترينا فانكوفا                                   | ديانا نيڭريان كاترينا كرامبيروفا                 | كسينيا جيدارج يورينا كوشينو ديبوراه كيرفس يو إكسياودي                          |
| 29 سبتمبر | أنطاليا، تركيا ملعب صلب $10،000 قرعة المباريات الفردية والزوجية                                                                   | يي كيويو يو إكسياودي 7–5، 2–6، [10–8]                     | ديبوراه كيرفس كاميلا روساتيلو                     | ديانا نيڭريان كاترينا كرامبيروفا                 | كسينيا جيدارج يورينا كوشينو ديبوراه كيرفس يو إكسياودي                          |
| 29 سبتمبر | جزيرة هيلتون هيد، الولايات المتحدة ملعب ترابي $10،000 قرعة المباريات الفردية والزوجية                                             | ماري بوزكوفا 7–5، 6–1                                     | ناتاليا فيكليانتسيفا                              | ريان فالديز ليتيسيا سارازين                      | ماري نوريس أناميكا بهارجافا أكفيل باراجينسكيت كارولينا ولوداركزاك              |
| 29 سبتمبر | جزيرة هيلتون هيد، الولايات المتحدة ملعب ترابي $10،000 قرعة المباريات الفردية والزوجية                                             | ماريا فرناندا ألفيس كيري وونغ 6–1، 7–6(7–5)               | إميلي هارمان مادلين كوبيلت                        | ريان فالديز ليتيسيا سارازين                      | ماري نوريس أناميكا بهارجافا أكفيل باراجينسكيت كارولينا ولوداركزاك              |

## الروابط الخارجية
- "10،600 لاعبة، 1135 حدثًا: جولة الاتحاد الدولي لكرة المضرب العالمية للسيدات لعام 2023 بالأرقام". الاتحاد الدولي لكرة المضرب. مؤرشف من الأصل في 2025-07-01. اطلع عليه بتاريخ 2024-01-02.
- "أجندة جولة الاتحاد الدولي لكرة المضرب العالمية للسيدات". الاتحاد الدولي لكرة المضرب. مؤرشف من الأصل في 2024-10-07. اطلع عليه بتاريخ 2024-01-02.
- الاتحاد الدولي لكرة المضرب